# Elon Musk
Elon Reeve Musk [ˈiːlɒn ˈɹiːv ˈmʌsk] (n. 28 iunie 1971, Pretoria, Africa de Sud) este un om de afaceri american cunoscut pentru rolurile sale esențiale în SpaceX, compania spațială, și Tesla, Inc., lider în vehicule electrice. Alte inițiative notabile includ deținerea X Corp., care operează platforma X (fostă Twitter), și contribuțiile sale la fondarea companiilor The Boring Company, xAI, Neuralink și OpenAI. Musk este cel mai bogat om din lume; în decembrie 2024, Forbes îi estimează averea netă la 439,4 miliarde USD.
Născut în Pretoria într-o familie sud-africană influentă, Musk a studiat la Universitatea din Pretoria înainte de a emigra în Canada la 18 ani, obținând cetățenia prin mama sa canadiană. După doi ani la Queen’s University în Kingston, Canada, s-a transferat la Universitatea din Pennsylvania, unde a obținut diplome de licență în economie și fizică. În 1995, s-a mutat în California pentru a studia la Universitatea Stanford, dar a renunțat pentru a lansa Zip2, o companie de software cofondată cu fratele său, Kimbal Musk. Zip2 a fost vândută către Compaq în 1999 pentru 307 milioane USD. În același an, Musk a cofondat X.com, o bancă digitală care, după fuziunea cu Confinity, a devenit [ăPayPal. În 2002, eBay a achiziționat PayPal pentru 1,5 miliarde USD, iar Musk a folosit 100 de milioane USD din profit pentru a fonda SpaceX.
În 2004, Musk a devenit investitor timpuriu în Tesla Motors, Inc. (ulterior Tesla, Inc.), oferind finanțarea inițială și devenind președinte al consiliului de administrație. Ulterior, a preluat rolurile de arhitect de produs și director general (CEO). În 2006, a cofondat SolarCity, o companie de energie solară achiziționată de Tesla în 2016 și integrată în Tesla Energy. În 2013, a propus conceptul hyperloop, un sistem de transport de mare viteză bazat pe trenuri în vid. Musk a cofondat în 2015 OpenAI, un centru de cercetare în inteligență artificială, iar în 2016 Neuralink, dedicată interfețelor creier-computer, și The Boring Company, specializată în construcția de tuneluri. În 2018, a fost acționat în instanță de Comisia pentru Bursă și Valori Mobiliare din SUA (SEC) pentru declarații false privind o potențială privatizare a Tesla. Musk a soluționat cazul prin demisia din funcția de președinte al companiei Tesla și plata unei amenzi de 20 de milioane USD. În 2022, Musk a achiziționat Twitter pentru 44 de miliarde USD, a integrat compania în X Corp. și a rebranduit platforma ca X în 2023. În martie 2023, a fondat xAI, o companie dedicată inteligenței artificiale.
Acțiunile și opiniile exprimate de Musk l-au transformat într-o figură polarizantă, generând o diviziune clară a opiniilor publice. A fost criticat pentru declarații neștiințifice și înșelătoare, inclusiv pentru dezinformarea legată de COVID-19, susținerea unor comentarii antisemite, homofobe și transfobe, precum și promovarea teoriilor conspiraționiste. În ceea ce privește platforma Twitter, proprietatea sa a generat controverse semnificative, din cauza concedierilor masive de angajați, creșterii numărului de postări ce conțin discurs instigator la ură (comunicări care incită la violență sau discriminare), precum și răspândirii dezinformării și informațiilor false. De asemenea, modificările aduse funcționalităților platformei, inclusiv sistemului de verificare a conturilor, au stârnit critici. Musk a fost implicat activ în diverse activități politice internaționale, devenind un susținător vocal și financiar al președintelui american Donald Trump, și cel mai mare donator politic în cadrul alegerilor prezidențiale din Statele Unite din 2024. În ianuarie 2025, Trump l-a numit administrator al Organizației Temporare a Serviciului DOGE (cunoscut și sub denumirea de Departamentul de Eficiență Guvernamentală) de din Statele Unite, o entitate al cărei rol și scopuri simbolice au stârnit confuzie și controverse.

## Primii ani și educația

### Copilăria și familia
Elon Reeve Musk s-a născut pe 28 iunie 1971, în Pretoria, capitala administrativă a Africii de Sud. Are origini britanice și germane, originile germane fiind din comunitatea Pennsylvania Dutch. Mama sa, Maye (născută Haldeman), este model și nutriționistă, născută în Saskatchewan, Canada, și crescută în Africa de Sud. Tatăl său, Errol Musk, este inginer electromecanic, pilot, marinar, consultant, comerciant de smaralde și dezvoltator imobiliar, care a deținut parțial o cabană de închiriat în Rezervația Naturală Privată Timbavati. Elon are un frate mai mic, Kimbal, o soră mai mică, Tosca,  și patru frați vitregi din partea tatălui.
Familia sa a avut o situație financiară confortabilă în copilărie. Deși atât Elon, cât și Errol au declarat anterior că Errol era coproprietar al unei mine de smaralde din Zambia, în 2023 acesta a explicat că acordul său implica doar primirea „unei părți din smaraldele exploatate la trei mine mici”. Errol a fost ales în Consiliul Local al orașului Pretoria ca reprezentant al Partidului Progresist, un partid anti-apartheid, iar copiii săi au împărtășit aversiunea tatălui față de regimul apartheid.
Bunicul matern al lui Elon, Joshua N. Haldeman, un canadian născut în Statele Unite, a realizat expediții record în Africa și Australia alături de familia sa, folosind un avion Bellanca cu un singur motor. Haldeman a murit când Elon era încă foarte mic. Elon și-a amintit despre o școală de aventură în natură la care a participat, descriind-o drept un „Împăratul muștelor” cu trăsături paramilitare, unde „agresivitatea era o virtute” și copiii erau încurajați să se lupte pentru rații.
După divorțul părinților în 1980, Elon a ales să locuiască cu tatăl său, o decizie pe care a regretat-o ulterior, distanțându-se de acesta. A urmat liceul Bryanston High School, unde a trăit un incident traumatizant: după o altercație cu un coleg, a fost aruncat pe scări de beton și bătut de acesta și prietenii lui, fiind spitalizat pentru rănile suferite. Elon a povestit că tatăl său l-a certat dur după externare, spunând: „Am fost obligat să stau o oră în picioare, în timp ce țipa la mine, mă numea idiot și îmi spunea că nu valorez nimic.” Errol a negat aceste acuzații, afirmând că „băiatul își pierduse tatăl prin sinucidere, iar Elon îi spusese că este prost. Elon avea tendința să-i facă pe alții proști. Cum aș fi putut să-l învinovățesc pe acel copil?”. După acest incident, Elon a fost transferat la Pretoria Boys High School, o școală privată de prestigiu.
Elon era un cititor pasionat, atribuindu-și succesul în parte datorită pasiunii pentru cărți precum Stăpânul Inelelor, seria Fundația și Ghidul autostopistului galactic. La vârsta de zece ani, a descoperit interesul pentru calculatoare și jocuri video, învățând să programeze singur, folosind manualul utilizatorului al calculatorului VIC-20. La doisprezece ani, a vândut jocul său bazat pe BASIC, Blastar, revistei PC and Office Technology pentru aproximativ 500 de dolari.

### Educația

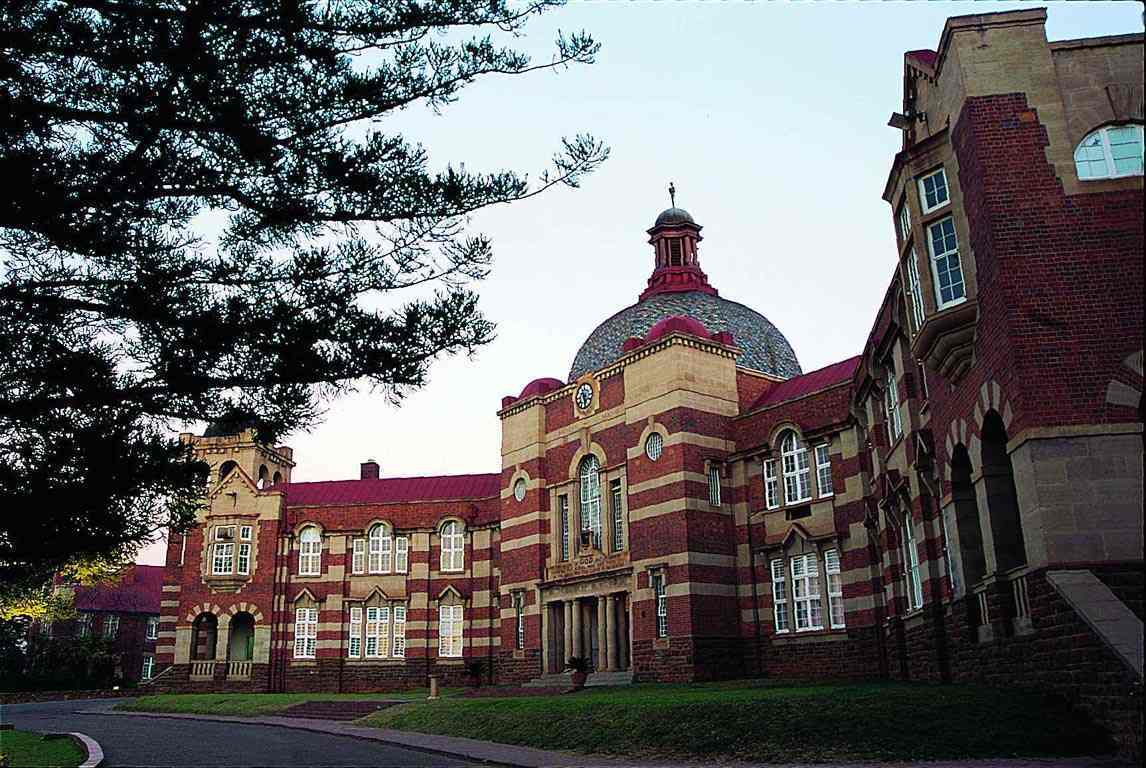
Musk a finalizat studiile liceale la Pretoria Boys High School din Africa de Sud.

Musk a urmat școala primară și gimnazială Waterkloof House Preparatory School, liceul Bryanston High School și apoi liceul Pretoria Boys High School, unde a absolvit. A fost un elev bun, dar nu excepțional, obținând nota 61 la limba afrikaans și un B la examenul de matematică pentru liceu. Musk a aplicat pentru un pașaport canadian prin intermediul mamei sale, născută în Canada, pentru a evita serviciul militar obligatoriu din Africa de Sud, care l-ar fi obligat să participe la regimul apartheid, dar și pentru a-i ușura calea către imigrarea în Statele Unite. În perioada în care aștepta procesarea cererii, a studiat timp de cinci luni la Universitatea din Pretoria.
Musk a ajuns în Canada în iunie 1989, s-a conectat cu un văr secund în Saskatchewan și a lucrat în diverse locuri, inclusiv pe o fermă și într-o fabrică de cherestea. În 1990, a intrat la Universitatea Queen’s din Kingston, Ontario. Doi ani mai târziu, s-a transferat la Universitatea din Pennsylvania, unde a studiat până în 1995. Deși Musk a afirmat că și-a obținut diplomele în 1995, Universitatea din Pennsylvania nu le-a acordat decât în 1997 – o diplomă de licență în fizică și una în economie de la școala de afaceri Școala Wharton. Musk a organizat petreceri mari, cu bilete, pentru a-și plăti taxele de școlarizare și a redactat un plan de afaceri pentru un serviciu de scanare a cărților electronice, similar cu Google Books.
În 1994, Musk a făcut două stagii de practică în Silicon Valley: unul la Pinnacle Research Institute, un startup din domeniul stocării energiei, care cerceta Supercondensatorii electrolitici pentru stocarea energiei, și altul la Rocket Science Games, un alt startup din Palo Alto. În 1995, a fost acceptat într-un program de masterat în știința materialelor la Universitatea Stanford, dar a ales să nu se înscrie. Musk a decis să se alăture boom-ului internetului, aplicând pentru un post la Netscape, însă nu a primit niciun răspuns. Cotidianul The Washington Post a raportat că Musk nu avea autorizație legală pentru a rămâne și a lucra în Statele Unite, după ce nu s-a înscris la Stanford. Musk a susținut însă că i se permitea să lucreze și că viza sa de student s-a transformat într-o viză H1-B. Potrivit mai multor foști colaboratori și acționari, Musk a afirmat că se afla pe viza de student în acea perioadă.

## Cariera profesională în afaceri

### Zip2
În 1995, Musk, fratele său Kimbal și Greg Kouri au fondat Global Link Information Network, redenumită ulterior Zip2. Compania a dezvoltat un ghid urban online care includea hărți, indicații și pagini aurii, destinat ziarelor pentru a integra resurse digitale în ofertele lor. Cei trei lucrau dintr-un mic birou închiriat în Palo Alto, unde Musk codifica site-ul în fiecare noapte. Musk a descris statutul său de imigrare și pe cel al fratelui său în această perioadă ca fiind într-o „zonă gri legală”, deși Kimbal susținea că lucrau fără permise de muncă, ca imigranți ilegali. Un reportaj al cotidianului The Washington Post din octombrie 2024 a dezvăluit că Musk lucra ilegal în timp ce dezvolta compania, bazându-se pe un email prezentat ca probă într-un proces de defăimare din 2005, precum și pe acordul de finanțare al firmei de capital de risc Mohr Davidow Ventures.
În ciuda acestor dificultăți, Zip2 a obținut ulterior contracte cu The New York Times și Chicago Tribune. Frații au reușit să convingă consiliul de administrație să renunțe la o fuziune cu CitySearch, însă încercările lui Musk de a deveni CEO au fost blocate de consiliu. În februarie 1999, Compaq a achiziționat Zip2 pentru 307 milioane de dolari, iar Musk a primit 22 de milioane de dolari pentru cota sa de 7%.

### X.com și PayPal
În martie 1999, Musk a cofondat X.com, o companie de servicii financiare online și plăți prin e-mail, folosind 12 milioane de dolari din banii obținuți în urma achiziției Compaq. X.com a fost una dintre primele bănci online asigurate la nivel federal, iar în primele luni de activitate, au aderat peste 200.000 de clienți.
Prietenii lui Musk au exprimat îngrijorări cu privire la numele băncii online, temându-se că ar fi fost confundat cu un site pornografic. Musk a ignorat aceste preocupări, explicând că numele trebuia să fie simplu, memorabil și ușor de tastat. În plus, îi plăceau adresele de e-mail care derivau din acesta, precum „e@x.com”. Deși Musk a fondat compania, investitorii l-au considerat lipsit de experiență și l-au înlocuit cu Bill Harris, CEO-ul companiei Intuit, până la sfârșitul anului.
În 2000, X.com s-a fuzionat cu banca online Confinity pentru a evita concurența, având în vedere că serviciul de transfer de bani PayPal era deja mai popular decât cel oferit de X.com. Musk s-a întors ca CEO al companiei fuzionate. Preferința sa pentru software-ul Microsoft în detrimentul celui bazat pe Unix a generat conflicte între angajați și a dus, în cele din urmă, la demisia cofondatorului Confinity, Peter Thiel. În fața problemelor tehnologice acumulate și a lipsei unui model de afaceri coerent, consiliul de administrație l-a demis pe Musk și l-a înlocuit cu Thiel în septembrie 2000. Sub conducerea lui Thiel, compania s-a concentrat pe serviciul de transfer de bani, fiind redenumită PayPal în 2001.
În 2002, PayPal a fost achiziționată de eBay pentru 1,5 miliarde de dolari în acțiuni, iar Musk—cel mai mare acționar al PayPal, cu 11,7% din acțiuni—a primit 176 de milioane de dolari. În 2017, la mai mult de 15 ani distanță, Musk a cumpărat domeniul X.com de la PayPal pentru „valoarea sa sentimentală”. În 2022, Musk a anunțat intenția de a crea „X, aplicația pentru orice”.

### SpaceX

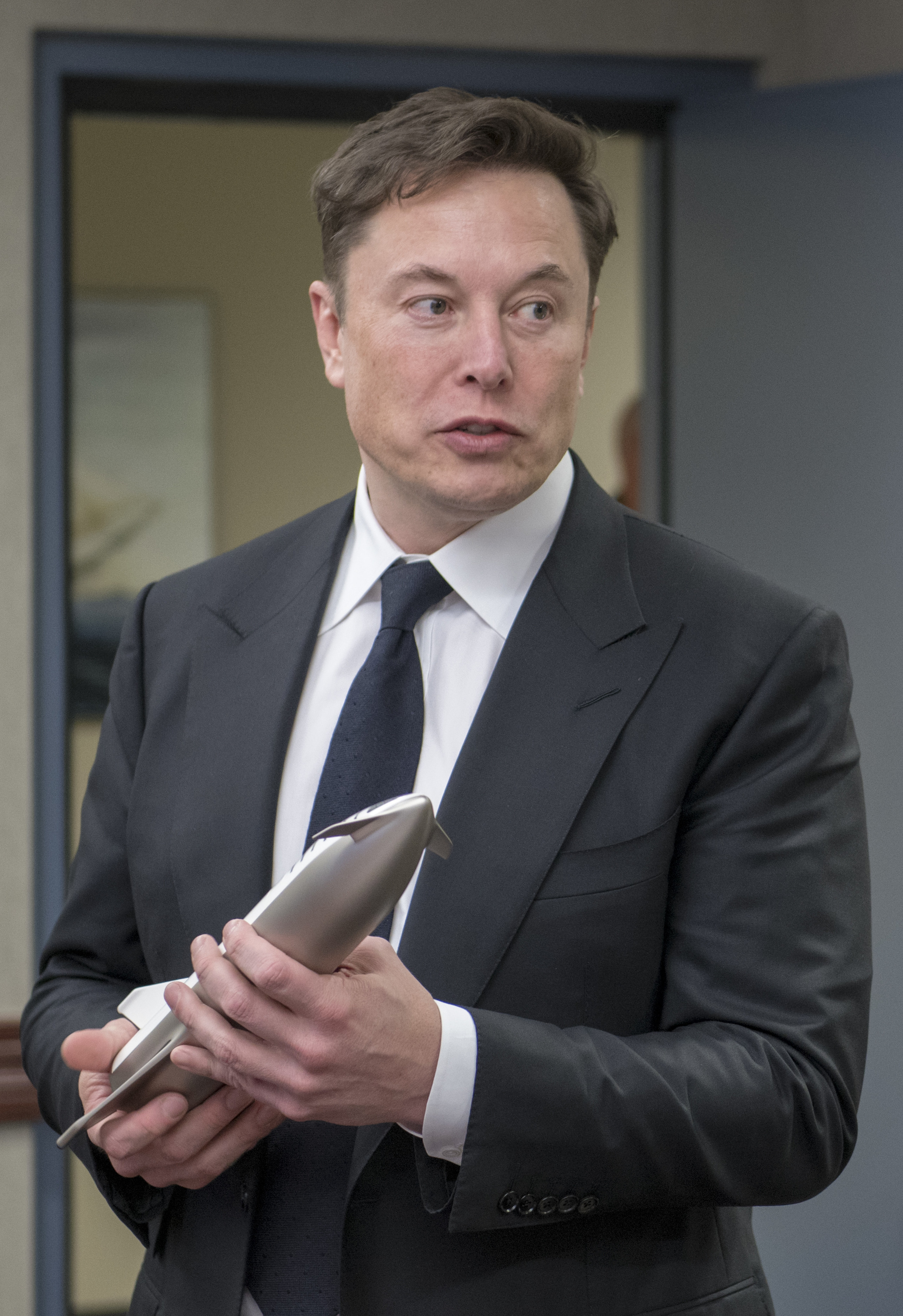
Musk prezintă capacitățile Starship liderilor Comandamentului Nord-American de Apărare Aerospațială, Comandamentului Nordic al SUA și Comandamentului Spațial al Forțelor Aeriene în 2019, în timpul unei vizite la Colorado Springs, Colorado.

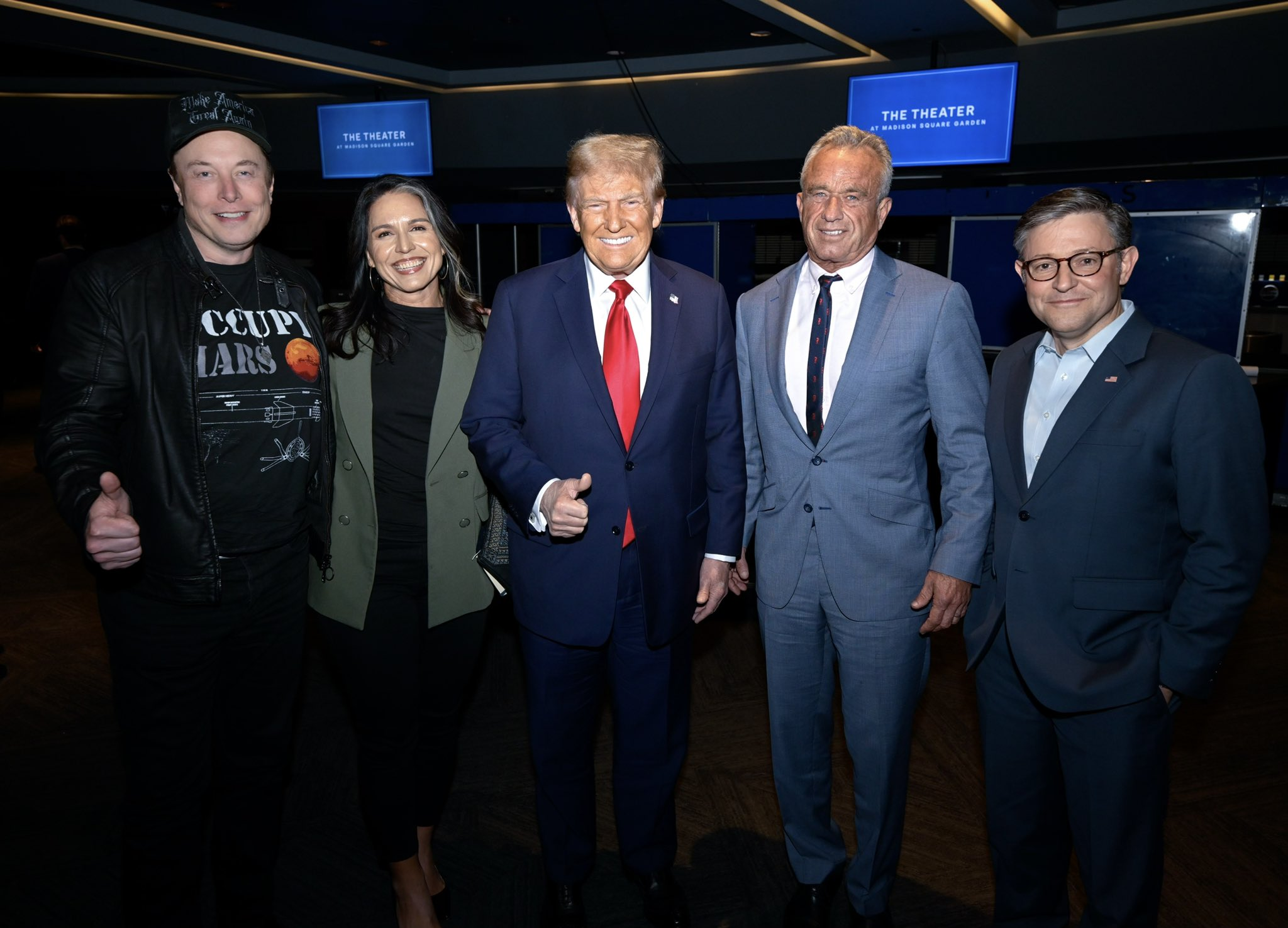
Musk purtând un tricou „Occupy Mars” pentru a sprijini programul SpaceX de colonizare a planetei Marte, în cadrul unei întâlniri din 2024 cu Donald Trump și alți lideri politici.

În începutul anului 2001, Musk s-a implicat în organizația non-profit Mars Society și a discutat despre planuri de finanțare pentru a plasa o cameră de creștere (o seră) pentru plante pe Marte. În octombrie aceluiași an, a călătorit la Moscova, Rusia, împreună cu Jim Cantrell, Adeo Ressi și viitorul administrator al NASA, Michael D. Griffin, pentru a achiziționa rachete balistice intercontinentale (ICBM), un tip de rachetă folosită inițial în scopuri militare, dar adaptate pentru a transporta încărcătura de sere în spațiu. Musk a avut întâlniri cu companiile NPO Lavochkin și Kosmotras; totuși, a fost perceput ca un novice și grupul a revenit în Statele Unite fără un acord pentru achiziționarea serviciilor de lansare rusești. În februarie 2002, grupul a revenit în Rusia pentru a căuta trei ICBM-uri. După o nouă întâlnire cu Kosmotras, aceștia le-au oferit o rachetă pentru 8 milioane de dolari, însă Musk a refuzat oferta. În schimb, a decis să înființeze o companie care să construiască rachete accesibile. Cu 100 de milioane de dolari din fondurile proprii, Musk a fondat SpaceX în mai 2002 și a devenit CEO și inginer-șef al companiei.
SpaceX a încercat primul său lansament al rachetei Falcon 1 în 2006. Deși racheta nu a reușit să ajungă în orbită, compania a obținut un contract din partea NASA pentru programul de Servicii Comerciale de Transport Orbital, condusă de Michael D. Griffin, care devenise administrator. După două încercări eșuate, care au adus compania aproape de faliment, SpaceX a reușit să lanseze Falcon 1 în orbită în 2008. Mai târziu în acel an, SpaceX a câștigat un contract de 1,6 miliarde de dolari din partea NASA pentru Servicii Comerciale de Reaprovizionare, pentru 12 zboruri ale sistemului de lansare Falcon 9 și ale navei Dragon, un vehicul spațial dezvoltat de SpaceX, către Stația Spațială Internațională (SSI), înlocuind navetele spațiale din programul Space Shuttle, după retragerea acestora în 2011. În 2012, Dragon a reușit să se docheze la SSI, devenind prima navă comercială care a realizat această performanță.

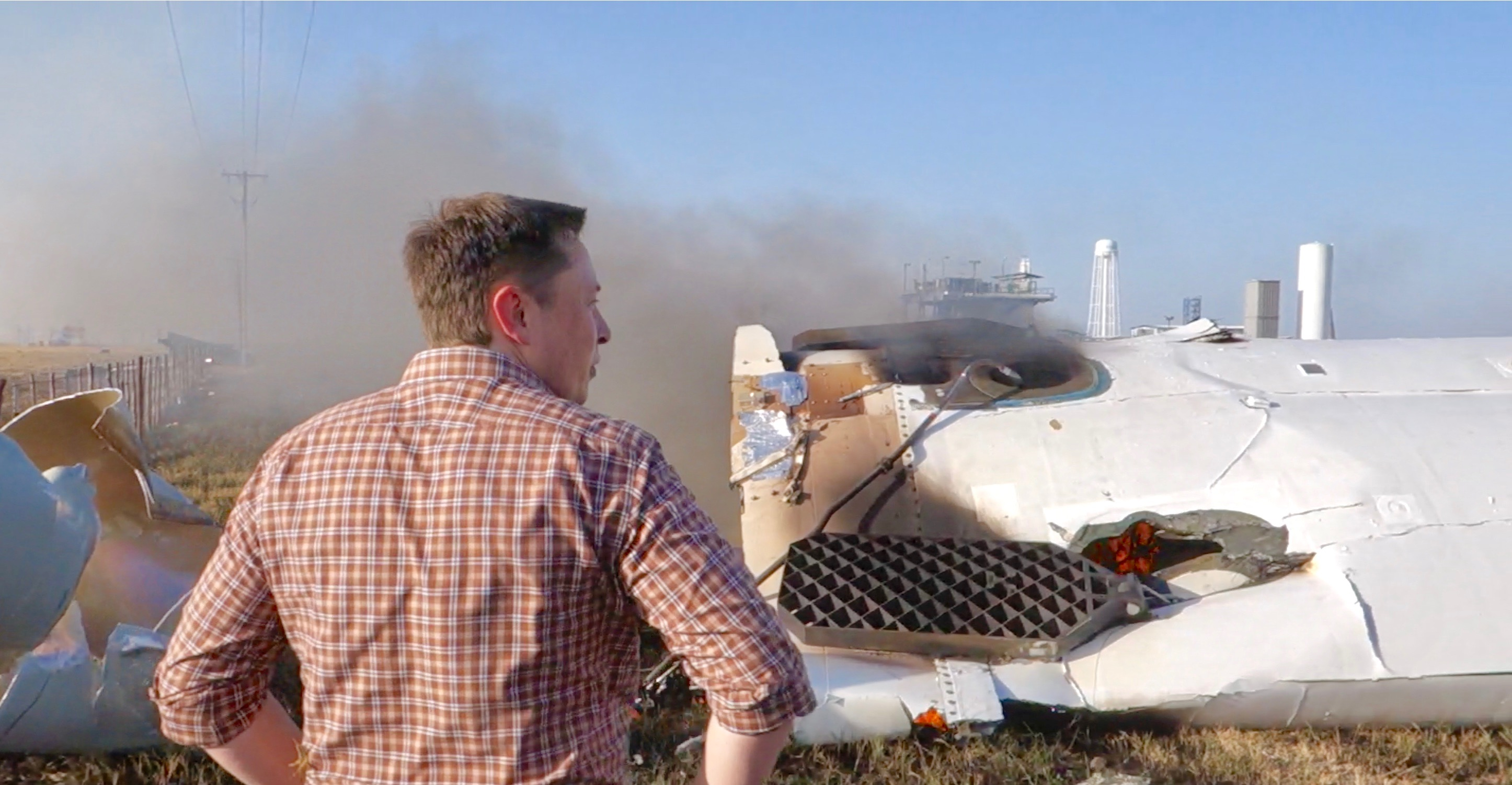
Musk examinând resturile F9R Dev1 (prototip al rachetei Falcon 9, destinat reutilizării) în 2014.

În 2015, în drumul său spre dezvoltarea rachetelor reutilizabile, SpaceX a reușit să aterizeze prima treaptă a rachetei Falcon 9 pe o platformă terestră. Ulterior, au avut loc lansări și pe nave autonome de recuperare aflate pe mare. În 2018, SpaceX a lansat sistemul de lansare Falcon Heavy, iar misiunea inaugurală a transportat Tesla Roadster-ul personal al lui Musk ca încărcătură simbolică.
Începând cu 2019, SpaceX dezvoltă Starship, un vehicul de lansare complet reutilizabil, cu capacitate mare de transport, destinat să înlocuiască Falcon 9 și Falcon Heavy. În 2020, SpaceX a realizat primul său zbor cu echipaj, Crew Dragon Demo-2, devenind prima companie privată care a plasat astronauți în orbită și a docat o navă cu echipaj la SSI. În 2024, NASA a acordat SpaceX un contract de 843 milioane de dolari pentru a deorbitiza SSI la sfârșitul duratei sale de viață.

#### Starlink

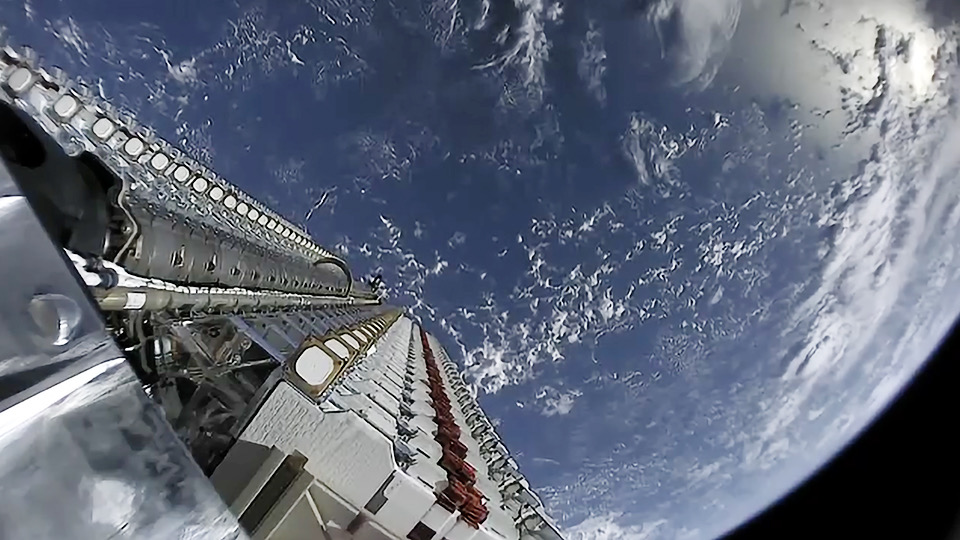
50 de sateliți Starlink, cu puțin timp înainte de desfășurarea pe orbita joasă a Pământului, în 2019.

În 2015, SpaceX a început dezvoltarea constelației Starlink, o rețea de sateliți pe orbita joasă a Pământului, destinată furnizării accesului la Internet prin satelit. Primii doi sateliți prototip au fost lansați în februarie 2018, urmați de un al doilea set de sateliți de testare și prima desfășurare majoră a constelației în mai 2019, când au fost lansați primii 60 de sateliți operaționali. SpaceX a estimat în 2020 că proiectul, desfășurat pe parcursul unui deceniu, a costat 10 miliarde de dolari, incluzând proiectarea, construcția și desfășurarea constelației. Criticii, inclusiv Uniunea Astronomică Internațională, au susținut că Starlink afectează observațiile astronomice și prezintă riscuri de coliziune pentru navele spațiale.
În timpul invaziei ruse din Ucraina, din martie 2022, Musk a trimis terminale Starlink în Ucraina pentru a sprijini accesul la internet și comunicații. În octombrie 2022, Musk a anunțat că aproximativ 20.000 de terminale au fost donate Ucrainei, împreună cu abonamente gratuite pentru transfer de date, costurile totale pentru SpaceX ridicându-se la 80 de milioane de dolari. După ce a solicitat sprijin financiar Departamentului Apărării al Statelor Unite pentru unități suplimentare și abonamente viitoare, Musk a declarat public că SpaceX va continua să furnizeze gratuit serviciul Starlink în Ucraina, suportând un cost anual de 400 de milioane de dolari. În același timp, Musk a refuzat să blocheze mass-media de stat rusească pe Starlink, declarându-se „un susținător absolutist al libertății de exprimare”.
În septembrie 2023, Ucraina a solicitat activarea sateliților Starlink deasupra Crimeei pentru a sprijini atacurile asupra navelor militare ruse din portul Sevastopol. Musk a refuzat cererea, invocând temeri că Rusia ar putea răspunde cu un atac nuclear.

### Tesla

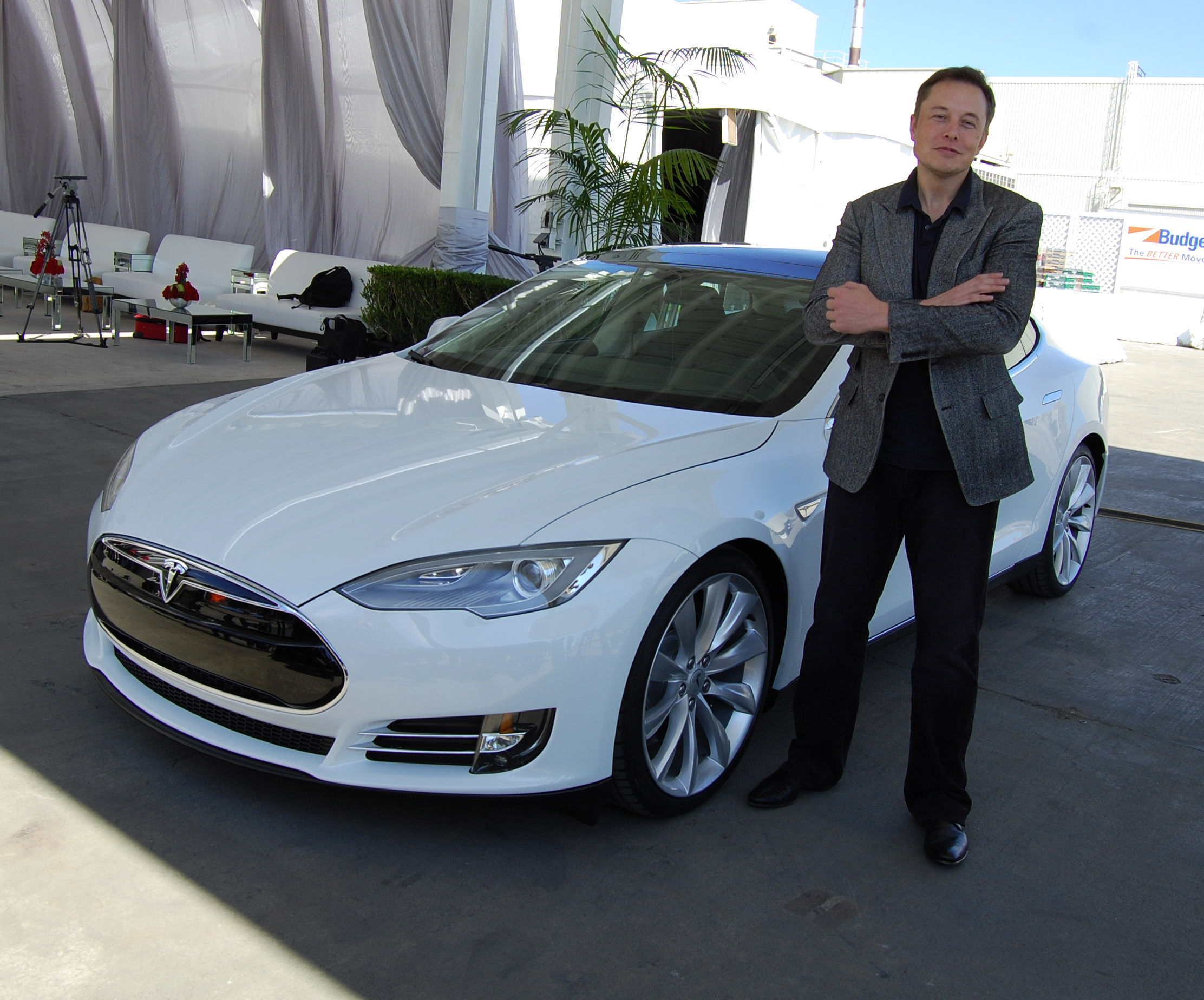
Musk, alături de un Tesla Model S, în 2011.

Tesla, Inc., cunoscută inițial sub numele de Tesla Motors, a fost înființată în iulie 2003 de Martin Eberhard și Marc Tarpenning, care au avut un rol cheie în dezvoltarea timpurie a companiei, înainte de implicarea lui Elon Musk. În februarie 2004, Musk a condus runda de investiții din Seria A, contribuind cu 6,35 milioane de dolari, devenind acționar majoritar și președinte al consiliului de administrație. Deși a supravegheat designul modelului Roadster, Musk nu s-a implicat direct în operațiunile zilnice ale companiei.
În 2007, pe fondul unor conflicte interne și al crizei financiare din 2007–2008, Eberhard a fost îndepărtat din companie. Musk a preluat funcțiile de CEO și arhitect principal de produs (în engleză product arhitect) în 2008. Un proces din 2009 s-a încheiat prin recunoașterea oficială a lui Musk drept co-fondator Tesla, alături de Tarpenning și alți doi colaboratori. În 2019, Musk era deja cel mai longeviv CEO din industria auto la nivel mondial. În 2021, și-a schimbat simbolic titlul în „Technoking,” păstrând funcția de CEO.

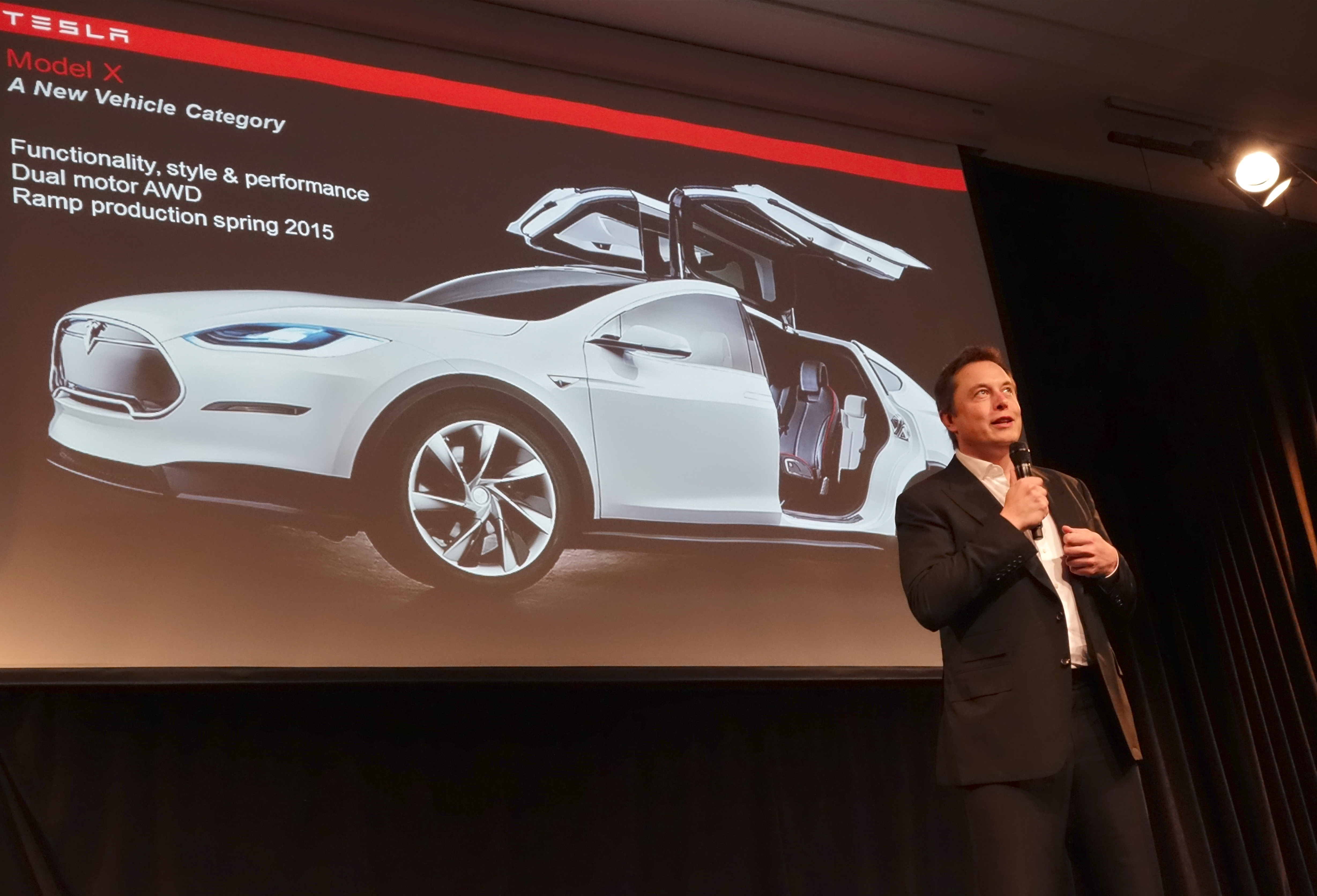
Musk în fața unui Model X, la adunarea anuală a acționarilor Tesla Inc. din 2014.

Primul model Tesla, Roadster, un automobil sport complet electric, a fost lansat în 2008, cu aproximativ 2.500 de unități vândute. A fost primul vehicul produs în masă echipat cu baterii litiu-ion. În 2012, Tesla a introdus Model S, un sedan cu patru uși, urmat de Model X, un crossover, în 2015. Model 3, destinat pieței de masă, a apărut în 2017 și a devenit cel mai bine vândut vehicul electric plug-in din istorie până în 2020, atingând 1 milion de unități vândute în iunie 2021. Model Y, lansat în 2020, a devenit cel mai bine vândut vehicul din lume în decembrie 2023, depășind toate recordurile pentru automobile electrice. Tesla a prezentat și camioneta electrică Cybertruck în 2019, iar livrările au început în noiembrie 2023. Sub conducerea lui Musk, compania a construit numeroase fabrici de producție, cunoscute sub numele de „Gigafactory” (în română Gigafabrică), dedicate bateriilor litiu-ion și vehiculelor electrice.
Listată la bursă în 2010, Tesla a cunoscut o creștere spectaculoasă a valorii acțiunilor. În vara anului 2020, a devenit cel mai valoros producător auto, iar în același an a fost inclusă în indicele S&P 500. În octombrie 2021, Tesla a atins o capitalizare de piață de 1 trilion de dolari, devenind a șasea companie din istoria SUA care a reușit acest lucru. În noiembrie 2021, Musk a propus pe Twitter vânzarea unei părți din acțiunile sale Tesla. După ce peste 3,5 milioane de utilizatori au sprijinit ideea, Musk a vândut acțiuni în valoare de 6,9 miliarde de dolari într-o săptămână și un total de 16,4 miliarde până la sfârșitul anului, atingând ținta de 10% propusă. În februarie 2022, cotidianul financiar The Wall Street Journal a raportat că Musk și fratele său, Kimbal, erau investigați de SEC pentru posibile tranzacții bazate pe informații privilegiate.
În 2022, Tesla a prezentat Optimus, un robot aflat în dezvoltare. În iunie 2023, Musk s-a întâlnit cu premierul Indiei, Narendra Modi, exprimând interesul de a investi în India „cât mai curând posibil”.
În 2025 vânzările de Tesla din Europa și China sunt în cădere liberă, mașinile șofate complet de inteligență artificială nu pot fi produse, democrații din SUA tind să boicoteze vânzările de Tesla, regimul chinez poate trece la represalii contra Tesla pentru tarifele impuse de SUA, Musk pare să nu mai aibă timpul necesar pentru a conduce compania Tesla și chiar dacă ar avea timp nu e clar cum o poate salva; compania Tesla reprezintă partea larg majoritară a averii sale. Canada discută introducerea unui tarif de 100% pe importul automobilelor Tesla. O vânzare de automobile Tesla în valoare de 400 milioane de dolari către Departamentul de Stat al SUA a fost pusă în așteptare.
În 2025 acțiunile Tesla au scăzut cu 45%, Musk pierzând 5,2 miliarde dolari/săptămână. De la 17 decembrie 2024 până pe 10 martie 2025 valoarea companiei Tesla a scăzut la jumătate.
De la 1 ianuarie 2025 până pe 10 martie 2025, Cei Șapte Magnifici (Tesla, Apple, Google, Microsoft, Nvidia, Amazon și Meta) au pierdut 2150 miliarde dolari.
În 2025 Cybertruck a fost poreclit „Titanicul automobilelor”, deoarece vânzările nu merg deloc bine.

#### Procese intentate de SEC și acționari legate de tweeturi
În 2018, Comisia pentru Bursă și Valori Mobiliare (SEC) l-a dat în judecată pe Musk pentru un tweet în care acesta susținea că obținuse finanțare pentru o posibilă retragere a Tesla de la bursă. SEC a descris tweetul ca fiind fals, înșelător și prejudiciabil pentru investitori, cerând interzicerea lui Musk de a ocupa funcția de director general al companiilor listate la bursă. La doar două zile după deschiderea procesului, Musk a ajuns la o înțelegere cu SEC, fără a admite sau nega acuzațiile. Acordul a impus amenzi de câte 20 de milioane de dolari pentru Musk și Tesla, iar Musk a fost obligat să demisioneze pentru o perioadă de trei ani din funcția de președinte al Tesla, dar a rămas director general. În paralel, acționarii au intentat un proces legat de acest tweet, însă, în februarie 2023, un juriu a decis că Musk și Tesla nu pot fi trași la răspundere. Musk a declarat ulterior, în interviuri, că nu regretă publicarea tweetului care a declanșat investigația SEC.
În 2019, Musk a scris într-un tweet că Tesla va produce jumătate de milion de mașini în acel an. SEC a reacționat cerând instanței să-l declare vinovat de sfidarea curții pentru încălcarea termenilor acordului din 2018. Ulterior, un acord revizuit între Musk și SEC a clarificat termenii înțelegerii anterioare, inclusiv o listă de subiecte pentru care Musk trebuia să obțină aprobare prealabilă înainte de a publica informații. În 2020, un judecător a respins un proces care susținea că un tweet al lui Musk despre prețul acțiunilor Tesla („prea mare, după părerea mea”) a încălcat acordul. Documente obținute în baza Legii privind Libertatea de Informare (FOIA) au arătat că SEC a concluzionat ulterior că Musk a încălcat termenii acordului de două ori, prin tweeturi referitoare la „volumul de producție al acoperișurilor solare Tesla și prețul acțiunilor companiei”.

#### SolarCity și Tesla Energy

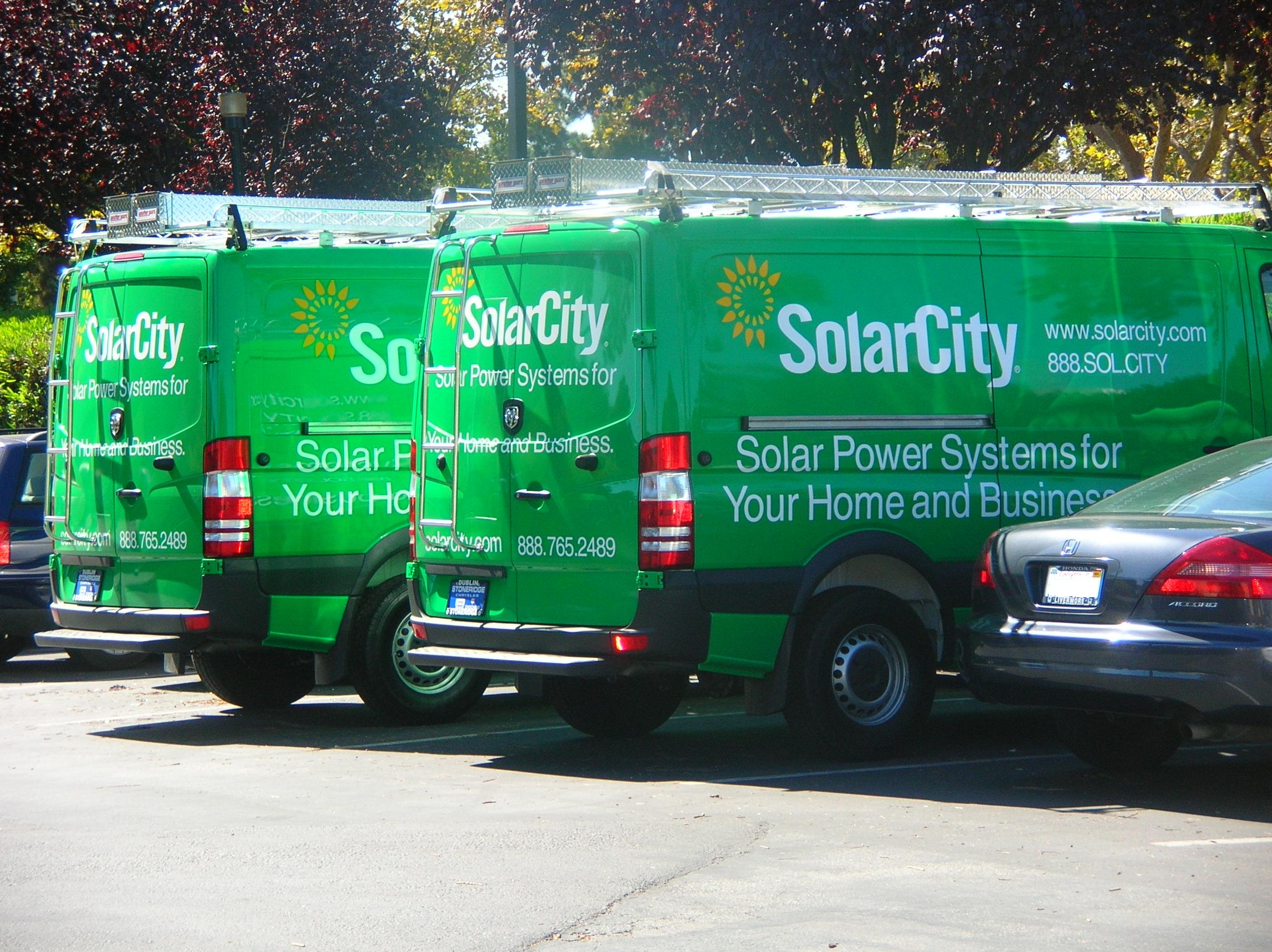
Furgonete din 2009 ale SolarCity pentru instalarea panourilor solare.

Musk a venit cu ideea inițială și a oferit capitalul financiar necesar pentru SolarCity, o companie fondată de verii săi Lyndon și Peter Rive în 2006. Până în 2013, SolarCity devenise al doilea cel mai mare furnizor de sisteme de energie solară din Statele Unite. În 2014, Musk a susținut construirea unei facilități de producție avansate în Buffalo, New York, de trei ori mai mare decât cea mai mare fabrică solară din țară. Construcția a început în 2014 și s-a finalizat în 2017, fabrica operând ca parteneriat cu Panasonic până la începutul anului 2020.
Tesla a achiziționat SolarCity în 2016 pentru 2 miliarde de dolari, combinând-o cu divizia sa de baterii pentru a forma compania Tesla Energy. Anunțul tranzacției a dus la o scădere de peste 10% a prețului acțiunilor Tesla, deoarece SolarCity se confrunta cu dificultăți financiare la acea vreme. Mai multe grupuri de acționari au intentat procese împotriva lui Musk și a directorilor Tesla, acuzând că achiziția SolarCity a fost făcută în principal pentru beneficiul personal al lui Musk, în detrimentul Tesla și al acționarilor săi. În ianuarie 2020, directorii Tesla au soluționat procesul, lăsându-l pe Musk singurul inculpat rămas. Doi ani mai târziu, instanța a decis în favoarea lui Musk.

### Neuralink

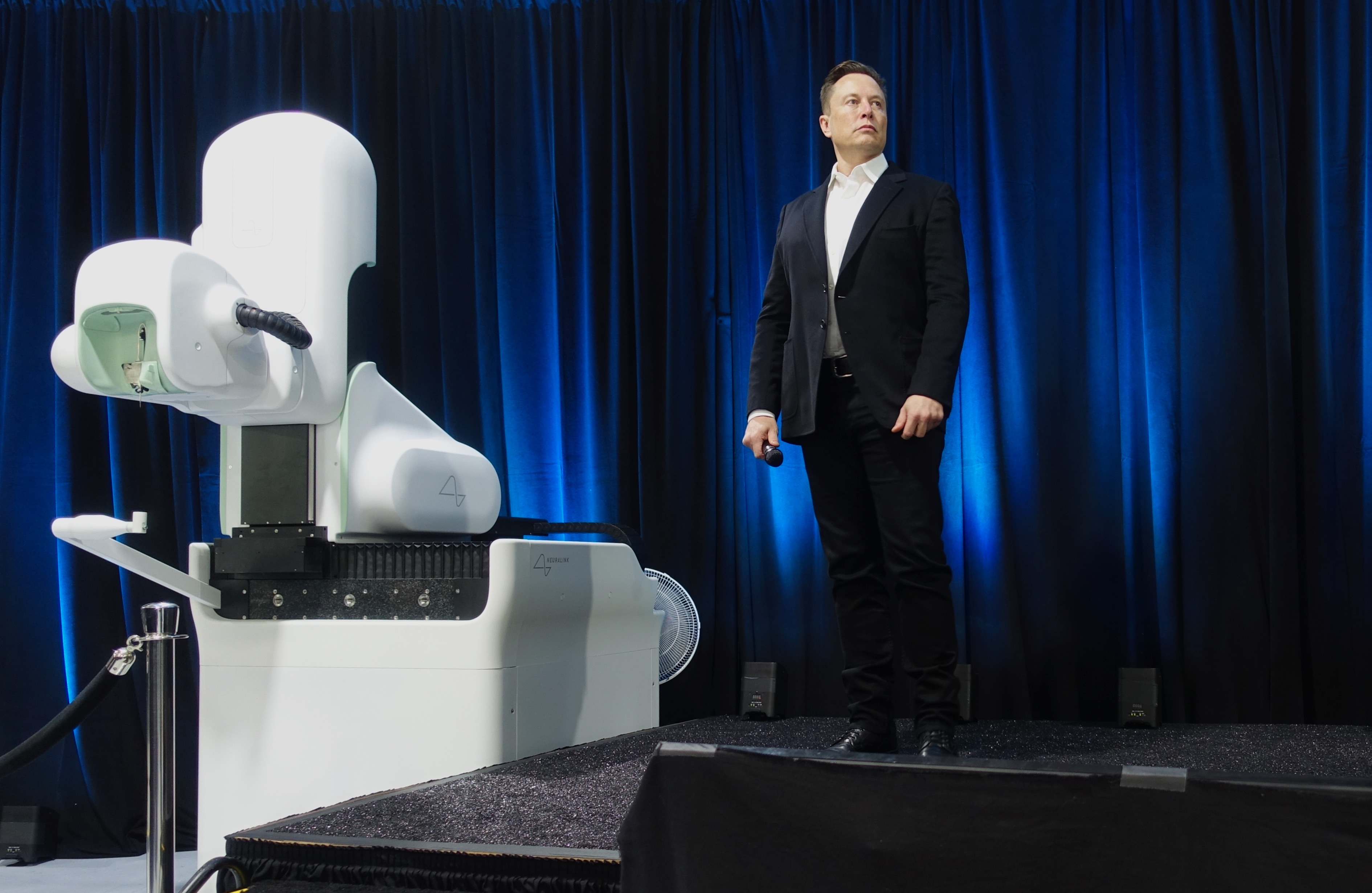
Musk prezentând un dispozitiv Neuralink într-o demonstrație live din 2020.

În 2016, Musk a cofondat Neuralink, un startup în neurotehnologie, cu o investiție de 100 de milioane de dolari. Neuralink vizează integrarea creierului uman cu inteligența artificială (IA) prin dezvoltarea de dispozitive implantabile în creier. Tehnologia ar putea îmbunătăți memoria și permite interacțiunea directă cu software-ul. Compania are, de asemenea, ambiția de a dezvolta dispozitive pentru tratamentele unor afecțiuni neurologice, precum boala Alzheimer, demența și leziunile măduvei spinării.
În 2019, Musk a anunțat că lucrează la un dispozitiv asemănător unei mașini de cusut care ar putea încorpora fire direct în creierul uman. Într-un articol din octombrie 2019, care detalia cercetările companiei, Musk a fost listat ca autor unic, ceea ce a stârnit nemulțumirea cercetătorilor Neuralink. La o demonstrație în direct din 2020, Musk a prezentat unul dintre dispozitivele timpurii ca „un Fitbit în craniul tău”, care ar putea, în viitorul apropiat, să vindece paralizia, surditatea, orbirea și alte dizabilități. Aceste afirmații au fost criticate de mulți neuroștiințifici și publicații, jurnalul științific MIT Technology Review numindu-le „extrem de speculative” și „teatru de neuroștiință”. În cadrul aceleași demonstrații, Musk a prezentat un porc cu un implant Neuralink care monitoriza activitatea neurală legată de miros. În 2022, Neuralink a anunțat că studiile clinice vor începe până la sfârșitul anului.
Neuralink a continuat testele pe animale, utilizând maimuțe macac la Centrul de Cercetare a Primatelor al Universității din California, Davis. În 2021, compania a publicat un videoclip în care o maimuță macaque juca jocul video Pong printr-un implant Neuralink. Testele pe animale, care au dus la moartea unor maimuțe, au fost acuzate de cruzime față de animale. Comitetul Medicilor pentru Medicină Responsabilă a susținut că testele pe animale ale Neuralink au încălcat Legea privind bunăstarea animalelor. Angajații au raportat presiuni din partea lui Musk de a accelera dezvoltarea, ceea ce a condus la experimente nereușite și la decese inutile de animale. În 2022, a fost lansată o investigație federală privind posibile încălcări ale legii bunăstării animalelor de către Neuralink. În septembrie 2023, Administrația pentru Alimente și Medicamente (FDA) a aprobat Neuralink pentru a începe studiile clinice pe oameni, iar compania intenționează să efectueze un studiu pe o perioadă de șase ani.

### The Boring Company

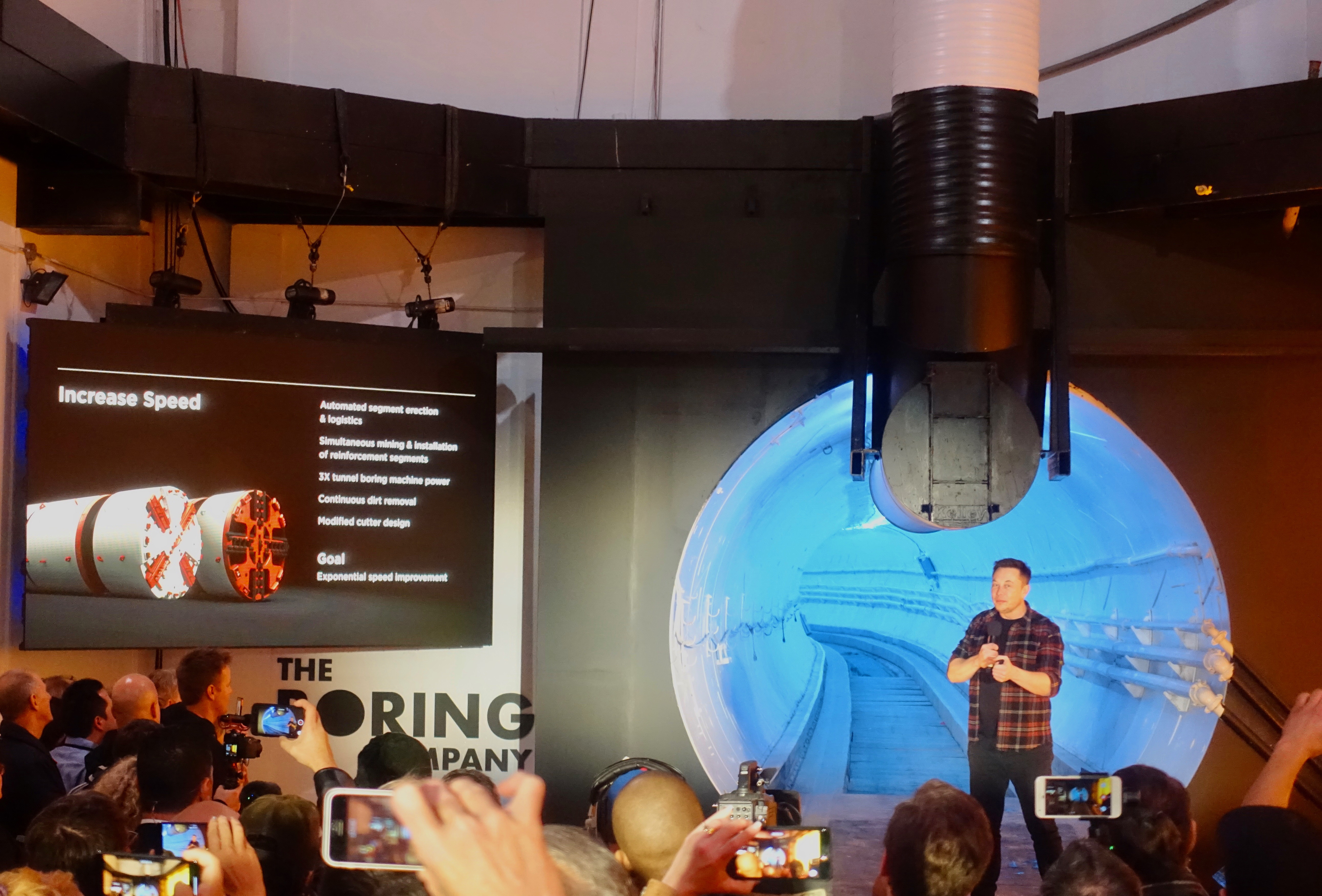
Musk, în timpul inaugurării din 2018 a tunelului de test al The Boring Company în Hawthorne, California.

În 2017, Musk a înființat The Boring Company pentru a construi tuneluri și a prezentat planuri pentru vehicule subterane specializate, de mare capacitate, capabile să atingă viteze de până la 240 km/h, evitând astfel traficul de la suprafață în marile orașe. La începutul anului 2017, compania a început discuțiile cu autoritățile de reglementare și a demarat construcția unui „șanț de test” cu dimensiunile de 9,1 metri lățime, 15 metri lungime și 4,6 metri adâncime pe terenul birourilor SpaceX, un proiect care nu necesita autorizații speciale. Tunelul din Los Angeles, cu o lungime de sub 3,2 km, a fost inaugurat în 2018 pentru jurnaliști. Acesta utiliza modele Tesla Model X și a fost raportat că experiența călătoriei era destul de inconfortabilă din cauza vitezelor suboptime.
Două proiecte de tuneluri anunțate în 2018, în Chicago și vestul Los Angeles-ului, au fost anulate. Totuși, un tunel sub Centrul de Convenții din Las Vegas a fost finalizat la începutul anului 2021, iar autoritățile locale au aprobat extinderi suplimentare ale sistemului de tuneluri.

### X (Twitter)
Musk, considerat cel mai bogat om de pe planetă, a achiziționat Twitter, redenumit X. În noiembrie 2023, din cauza antisemitismului lui X și al lui Musk, IBM, Apple, Disney și Comcast au suspendat reclamele pe X.
La sfârșitul lui 2023, X era în grave probleme financiare, Musk având de înfruntat probleme mai grave decât în annus horribilis 2018 (din care scăpase prin intervenția energică a Partidului Comunist Chinez). De asemenea, Musk nu prea are lichidități, aproape toată averea lui fiind deja investită. Practic nu are mijloace de plată în afară de acțiuni la propriile sale afaceri, acțiuni care pot scădea brusc. Iar Tesla nu merge mult mai bine decât X: cu excepția Cybertruck, planificat pentru 2025, nu are produse noi pentru o piață în schimbare. El a mizat tot ce are pe niște succese viitoare — succese care s-ar putea să nu se materializeze.
De la cumpărarea de către Musk, X a pierdut 24 miliarde de dolari. În 2024 Musk este cel mai mare pierzător de bani. Până pe 28 iunie averea lui a scăzut cu 29,9 milarde dolari.
Musk a pierdut 100 miliarde de dolari în ultimii zece ani. Ar putea vinde X pentru suma pentru care a fost cumpărat, dar acest lucru nu e cert, e doar la nivel de negocieri.

### Stilul de leadership

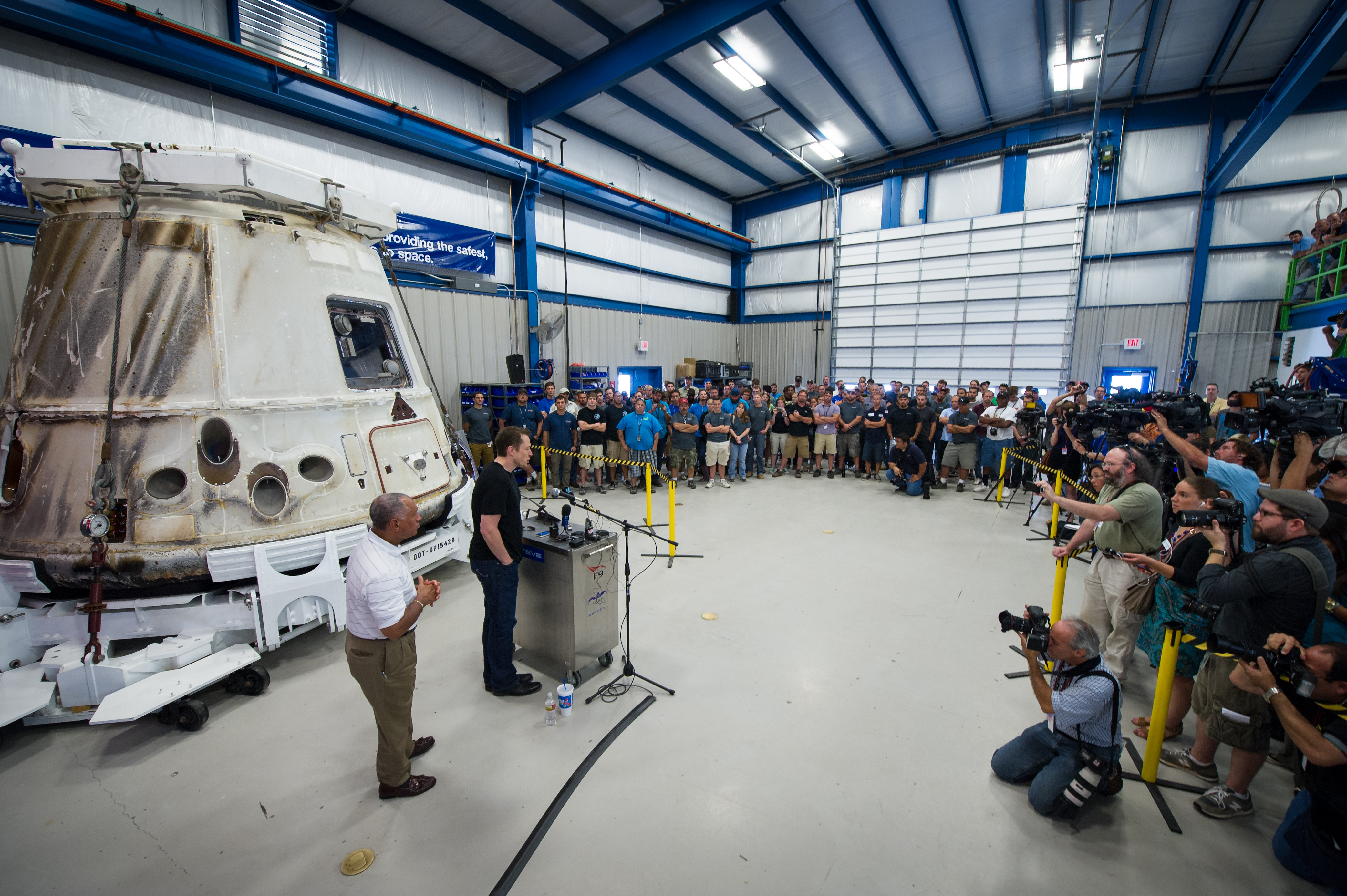
Musk susținând un discurs angajaților SpaceX în 2012.

Musk este adesea descris ca un micromanager și s-a autodenumit „nano-manager”. Ziarul New York Times a caracterizat abordarea sa drept autocratică. Musk nu întocmește planuri de afaceri formale și a impus angajaților să adopte jargonul specific companiei. A lansat proiecte ambițioase, riscante și costisitoare, unele chiar împotriva recomandărilor consilierilor săi, cum ar fi eliminarea radarului frontal din Tesla Autopilot. Insistența sa asupra integrării verticale a dus la mutarea majorității producției în cadrul companiei. Deși acest lucru a generat economii de costuri pentru rachetele SpaceX, integrarea verticală (începând cu 2018) a creat multiple probleme de utilizabilitate pentru software-ul intern al Tesla.
Gestionarea angajaților de către Musk—care comunică direct prin e-mailuri în masă—este adesea descrisă ca o abordare „morcov și băț”. Recompensează pe cei „care oferă critici constructive”, dar este cunoscut și pentru amenințările impulsive, înjurăturile și concedierile. Musk a declarat că se așteaptă ca angajații să lucreze ore lungi, uneori până la 80 de ore pe săptămână. Le impune noilor angajați semnarea unor acorduri stricte de confidențialitate și este cunoscut pentru concedierile în serie, așa cum s-a întâmplat în timpul „iadului de producție” al Modelului 3 din 2018. În 2022, Musk a anunțat planuri de a concedia 10% din forța de muncă a Tesla, din cauza îngrijorărilor legate de economie. În aceeași lună, a suspendat telemunca atât la SpaceX, cât și la Tesla, amenințând cu concedierea angajaților care nu respectă programul de 40 de ore pe săptămână în birou. La începutul anului 2024, a concediat mai mult de 10% din angajații Tesla.
Leadership-ul lui Musk a fost apreciat de unii, care consideră că a contribuit la succesul Tesla și al altor inițiative, și criticat de alții, care îl văd ca fiind insensibil, iar deciziile sale manageriale ca „demonstrând o lipsă de înțelegere umană”. Cartea din 2021 titulată Power Play: Tesla, Elon Musk și Pariul Secolului include anecdote despre cum Musk își critică angajații. Ziarul financiar Wall Street Journal a raportat că, după ce Musk a insistat să prezinte vehiculele sale drept „autonom conduse”, s-a confruntat cu critici din partea inginerilor pentru punerea „vieților clienților în pericol”, iar unii angajați au demisionat în 2017 ca urmare.

## Alte activități

### Fundația Musk
Musk este președinte al Fundației Musk, pe care a fondat-o în 2001, având ca scop declarat următoarele: furnizarea de sisteme de energie solară în zonele afectate de dezastre; sprijinirea cercetării, dezvoltării și sprijinirii unor cauze, cum ar fi explorarea umană a spațiului, pediatria, energia regenerabilă și „inteligența artificială sigură”; și susținerea eforturilor educaționale în domeniul științei și ingineriei.
Până în 2020, fundația a realizat 350 de donații, iar aproximativ jumătate dintre acestea au fost direcționate către organizații nonprofit de cercetare științifică și educație. Printre beneficiarii notabili se numără Wikimedia Foundation, Universitatea din Pennsylvania (alma mater a lui Musk) și organizația nonprofit Big Green a fratelui său, Kimbal. Între 2002 și 2018, fundația a oferit 25 de milioane de dolari organizațiilor nonprofit, aproape jumătate dintre aceștia fiind direcționați către OpenAI, organizația nonprofit înființată de Musk, care era nonprofit în acea perioadă. Fundația a alocat, de asemenea, 100 de milioane de dolari pentru a sprijini înființarea unei noi universități de învățământ superior în Texas.

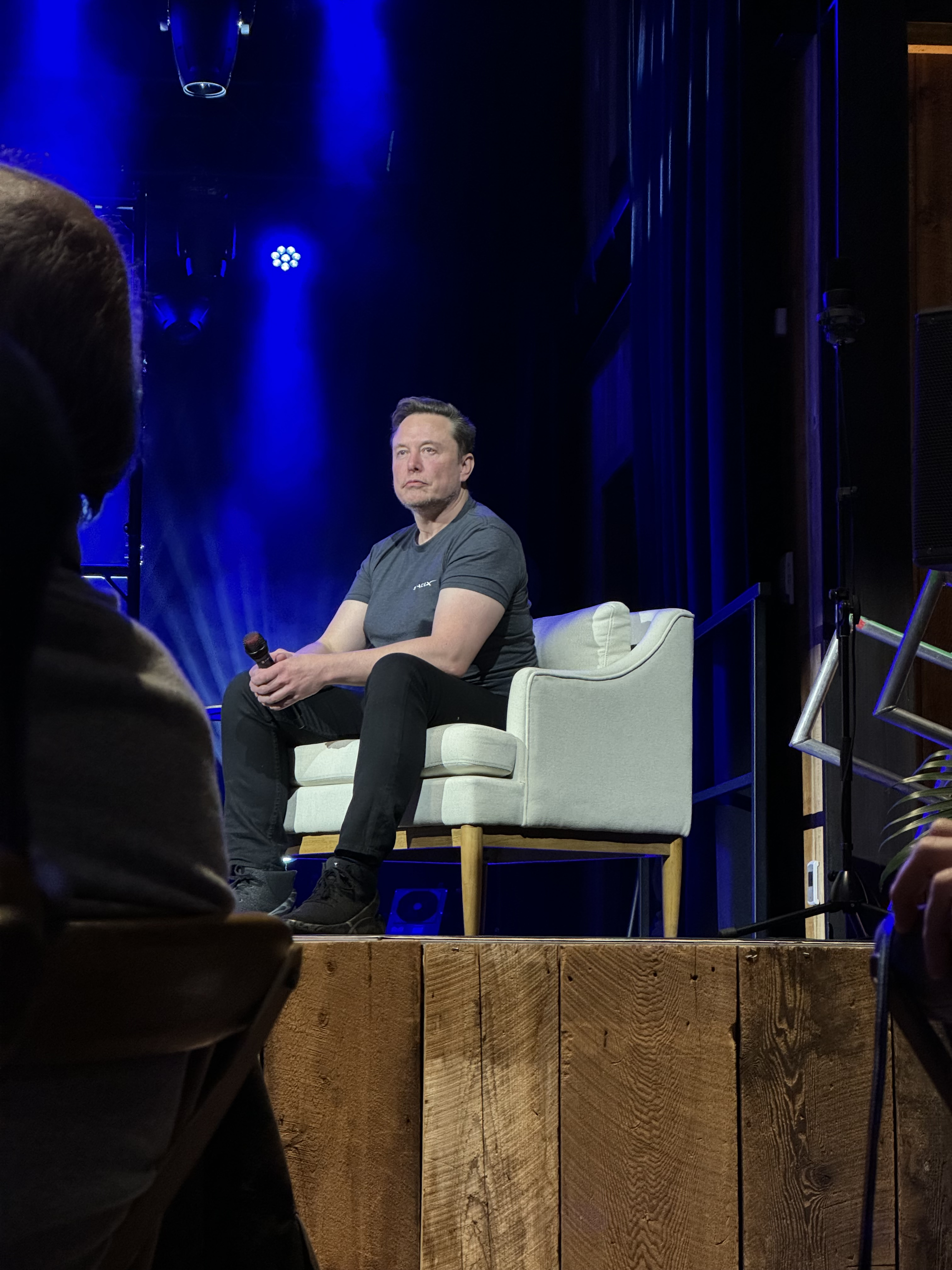
Musk la o conferință tehnologică găzduită la Yellowstone Club în martie 2024.

În 2012, Musk a semnat „Giving Pledge”, angajându-se astfel să doneze majoritatea averii sale pentru cauze caritabile, fie în timpul vieții sale, fie în testamentul său. A înființat premii la Fundația Premiului X, inclusiv 100 de milioane de dolari pentru a sprijini dezvoltarea tehnologiilor avansate de captare a carbonului.
Site-ul de știri Vox a scris în februarie 2021: „Fundația Musk este aproape amuzantă prin simplitatea sa, dar totodată extrem de opacă”, remarcând că site-ul său conținea doar 33 de cuvinte în text simplu. În 2020, Forbes i-a acordat lui Musk un scor de filantropie de 1, având în vedere că a donat mai puțin de 1% din averea sa netă. În noiembrie 2021, Musk a donat 5,7 miliarde de dolari din acțiunile Tesla către organizații de caritate, conform documentelor oficiale. Totuși, agenția de știri Bloomberg News a observat că întreaga sumă a fost direcționată către propria sa fundație, ceea ce a făcut ca activele Fundației Musk să ajungă la 9,4 miliarde de dolari la sfârșitul anului 2021. În acel an, fundația a distribuit 160 de milioane de dolari organizațiilor nonprofit. Un raport al The New York Times a constatat că în 2022 Fundația Musk a oferit cu 230 de milioane de dolari mai puțin decât minimum necesar pentru a păstra statutul de deducere fiscală, iar în 2021 și 2022 mai mult de jumătate din fondurile fundației au fost direcționate către cauze legate de Musk, familia sa sau afaceri ale acestuia.

### Hyperloop

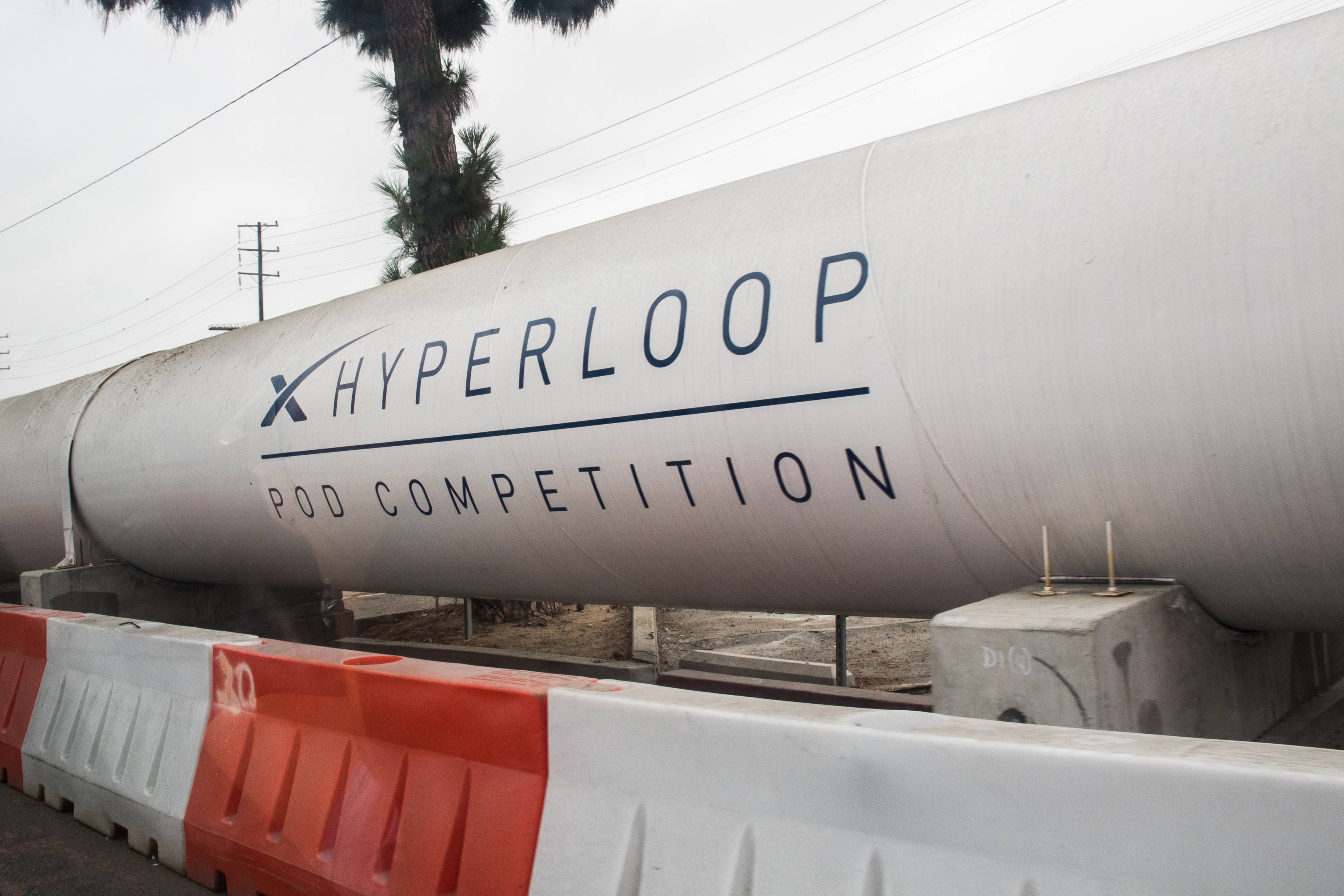
Un tub, parte din competiția din 2017 a capsulelor Hyperloop, sponsorizată de SpaceX

În august 2013, Musk a anunțat planuri pentru o versiune a unui vactrain (un tren care circulă printr-un tub vidat pentru a reduce frecarea și a atinge viteze mari) și a desemnat un grup de zece ingineri de la SpaceX și Tesla pentru a pune bazele conceptuale și a crea primele proiecte. Mai târziu în acel an, Musk a prezentat public conceptul, denumit Hyperloop. Designul alfa al sistemului a fost publicat într-o lucrare tehnică postată pe blogurile Tesla și SpaceX. Documentul detalia tehnologia și propunea o rută ipotetică pe care un astfel de sistem de transport ar putea fi construită între zona metropolitană Los Angeles și zona San Francisco Bay Area, cu un cost estimat de 6 miliarde de dolari. Dacă ar fi fezabil din punct de vedere tehnologic și la costurile menționate, propunerea ar face transportul cu Hyperloop mai ieftin decât orice alt mod de transport pe distanțe lungi. Biograful Ashlee Vance a subliniat că Musk spera ca Hyperloop să contribuie la „regândirea propunerii de trenuri de mare viteză” existentă în California la acea vreme și să ia în considerare idei mai „creative”.
În 2015, Musk a lansat un concurs de design pentru studenți și alte persoane, cu scopul de a construi capsule Hyperloop ce urmau să opereze pe un traseu de un kilometru, sponsorizat de SpaceX, pentru competiția de capsule Hyperloop din perioada 2015–2017. Traseul a fost folosit în ianuarie 2017, iar Musk a anunțat și că compania a demarat un proiect de tunel, cu Aeroportul Municipal Hawthorne drept destinație. În iulie 2017, Musk a declarat că a primit „aprobare verbală din partea guvernului” pentru construirea unui Hyperloop între New York și Washington, D.C., cu opriri în Philadelphia și Baltimore. Mențiunea referitoare la tronsonul Washington, D.C.-Baltimore a fost eliminată de pe site-ul companiei The Boring Company în 2021. Proiectul de tunel către Hawthorne a fost abandonat în 2022 și este acum planificat să fie transformat în locuri de parcare pentru angajații SpaceX.
Experții în mobilitate au criticat conceptul Hyperloop pentru posibile probleme de siguranță, complexitatea planificării, capacitatea redusă de transport a pasagerilor și costurile extrem de ridicate. Jose Gomez-Ibanez, profesor de planificare urbană și politici publice la Harvard, a spus: „Mă îngrijorează că oameni altfel inteligenți aderă la această viziune utopică.”

### OpenAI și xAI
În decembrie 2015, Musk a cofondat OpenAI, o organizație non-profit de cercetare în inteligență artificială (IA), cu scopul de a dezvolta o inteligență artificială generală, creată pentru a fi sigură și benefică pentru umanitate. Un obiectiv principal al companiei a fost democratizarea sistemelor de superinteligență artificială, pentru a preveni controlul guvernelor și al corporațiilor asupra acestora. Musk a alocat o sumă de 1 miliard de dolari pentru OpenAI. În 2023, Musk a declarat pe Twitter că a ajuns să contribuie cu un total de 100 de milioane de dolari pentru OpenAI. Totuși, site-ul de știri TechCrunch a raportat ulterior, pe baza unei investigații proprii, că „doar 15 milioane de dolari” din finanțarea OpenAI ar putea fi urmărite cu certitudine către Musk. Musk a precizat ulterior că suma donată de el s-ar ridica la aproximativ 50 de milioane de dolari.
În 2018, Musk a părăsit consiliul de administrație al OpenAI pentru a evita posibile conflicte de interese legate de rolul său de CEO al Tesla, pe măsură ce Tesla devenea tot mai implicată în IA prin intermediul Tesla Autopilot. De atunci, OpenAI a realizat progrese remarcabile în domeniul învățării automate, dezvoltând rețele neuronale precum ChatGPT (care produce texte asemănătoare celor create de oameni) și DALL-E (care creează imagini digitale pe baza descrierilor în limbaj natural).
Pe 12 iulie 2023, Elon Musk a fondat o nouă companie de inteligență artificială, xAI, cu scopul de a dezvolta un program de inteligența artificială generativă care să concureze cu soluțiile existente, precum ChatGPT. Compania a recrutat ingineri de la Google și OpenAI. Musk a obținut finanțare din partea investitorilor din SpaceX și Tesla.
Pe 29 februarie 2024, Musk a dat în judecată OpenAI, CEO-ul acesteia, Sam Altman, și președintele Greg Brockman, acuzând compania de încălcarea acordului de înființare prin prioritizarea profitului în detrimentul siguranței IA.

## Acțiuni personale, opinii și utilizarea rețelelor sociale
Musk atribuie scriitorilor de science-fiction, în special lui Robert A. Heinlein, inspirația pentru multe dintre convingerile sale personale și inițiativele de afaceri, inclusiv SpaceX, Grok și înclinațiile sale libertariene. De când s-a alăturat platformei Twitter (cunoscută acum sub numele de X) în 2009, Musk a devenit un utilizator activ, având peste 163 de milioane de urmăritori la data de noiembrie 2023. Postează frecvent meme-uri, promovează interesele sale de afaceri și comentează despre probleme politice și culturale actuale. Declarațiile sale au provocat controverse, inclusiv prin ridiculizarea pronumelor de gen preferate, compararea prim-ministrului canadian Justin Trudeau cu Adolf Hitler, susținerea partidului german de extremă-dreapta Alternativa pentru Germania (AfD), și cererea de eliberare a activistului britanic de extremă-dreapta Tommy Robinson din închisoare.
Ziarul The New York Times descrie contribuțiile sale la relațiile internaționale drept "haotice", iar criticii săi susțin că există o confuzie între opiniile sale personale și interesele sale de afaceri. În calitate de CEO al Twitter, Musk a fost asociat cu răspândirea dezinformării și teoriilor conspiraționiste de dreapta, un exemplu fiind afirmația că detalii online despre interesul aparent al lui Mauricio Garcia, autorul unui atac armat în masă din Texas, pentru nazism ar fi fost plantate ca parte a unei operațiuni psihologice. Unii l-au acuzat de transfobie, în urma acțiunilor luate de Twitter sub conducerea sa.

### Finanțe
Musk a susținut că, în loc să acorde subvenții companiilor, guvernul Statelor Unite ar trebui să implementeze o taxă pe carbon pentru a reduce emisiile de gaze cu efect de seră, care, în viziunea sa, ar stimula soluții bazate pe mecanismele pieței libere. Potrivit lui, piața liberă ar oferi soluția optimă, iar producerea de vehicule poluante ar trebui să fie descurajată prin sancțiuni.
Tesla a beneficiat de subvenții guvernamentale în valoare de miliarde de dolari. Până în februarie 2024, compania a generat 9 miliarde de dolari din sistemele guvernamentale de credite pentru emisii zero, care permit companiilor să cumpere sau să vândă drepturi pentru emisii reduse sau zero, fiind totodată menite să încurajeze producția mai puțin poluantă. Aceste credite fiscale, oferite în California, la nivel federal în Statele Unite și de alte guverne, au făcut ca vehiculele electrice produse de Tesla să fie competitive din punct de vedere al prețului în comparație cu vehiculele cu motor cu ardere internă, contribuind la adoptarea inițială de către consumatori.
Musk, un oponent ferm al vânzării în lipsă, a criticat frecvent această practică, susținând că ar trebui interzisă. Vânzările în lipsă presupun vânzarea de acțiuni împrumutate, cu intenția de a le răscumpăra ulterior la un preț mai mic. Revista Wired a sugerat că opoziția sa față de vânzările în lipsă ar putea fi determinată de faptul că acestea încurajează promovarea informațiilor nefavorabile despre companiile sale. La începutul anului 2021, Musk a sprijinit short squeeze-ul acțiunilor GameStop, o mișcare coordonată de cumpărare a acțiunilor vizate de vânzări în lipsă.
În decembrie 2022, Musk a vândut acțiuni Tesla în valoare de 3,6 miliarde de dolari, echivalentul a 22 de milioane de acțiuni ale companiei. Această decizie a fost luată în pofida unei promisiuni publice anterioare, în care afirmase că nu va mai vinde alte acțiuni în cursul anului, o decizie ce ar fi putut fi influențată de necesități financiare legate de alte inițiative.

### Tehnologie
Musk a promovat criptomonedele și le susține ca alternativă la monedele fiat emise de guverne.[365] Având în vedere influența semnificativă pe care mesajele sale de pe Twitter o au asupra piețelor de criptomonede,[366] declarațiile sale despre acestea au fost considerate de unii, inclusiv de economistul Nouriel Roubini, drept manipulare de piață, având în vedere fluctuațiile majore ale prețurilor criptomonedelor care au urmat postărilor sale.[367] Laudele lui Musk pentru Bitcoin și Dogecoin pe rețelele sociale au fost asociate cu creșterea acestora. În acest context, anunțul din 2021 al Tesla că a achiziționat Bitcoin în valoare de 1,5 miliarde de dolari a generat controverse.[368] Decizia Tesla de a accepta Bitcoin ca metodă de plată a fost criticată de ecologiști și investitori din cauza impactului negativ al minării criptomonedelor asupra mediului. Ulterior, Musk a anunțat pe Twitter că Tesla nu va mai accepta plăți în Bitcoin și nu va mai efectua tranzacții cu această criptomonedă până la rezolvarea problemelor de mediu.[369][370]
Deși The Boring Company este implicată în dezvoltarea infrastructurii pentru transportul în masă, Musk a criticat transportul public, promovând în schimb transportul individual (vehicule private).[371][372][373] Aceste comentarii au fost considerate „elitiste” și au generat critici din partea experților în transporturi și urbanism, care au subliniat că transportul public în zonele urbane dense este mai economic, mai eficient din punct de vedere energetic și necesită mult mai puțin spațiu decât automobilele private.[372][374][373]

### Amenințări existențiale

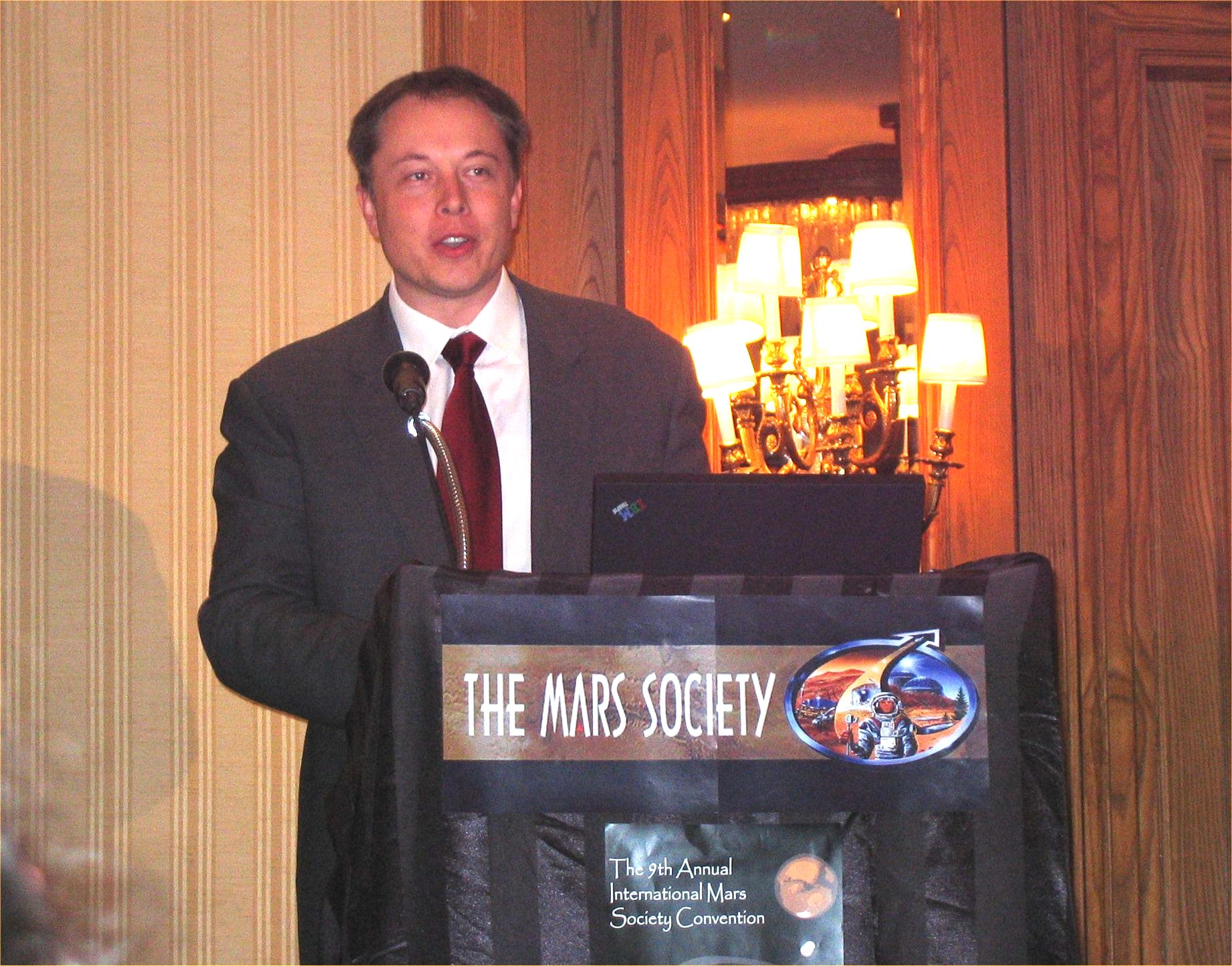
Musk oferind informații despre Falcon 9 și nava spațială Dragon în cadrul Conferinței Mars Society din 2006

Musk a fost descris ca având o viziune pe termen lung, punând accent pe nevoile populațiilor viitoare. În consecință, el a declarat că inteligența artificială (IA) reprezintă cea mai mare amenințare existențială pentru umanitate. Musk a avertizat despre o apocalipsă „asemănătoare cu cea din Terminatorul” provocată de IA și a sugerat că guvernul ar trebui să reglementeze dezvoltarea acesteia în siguranță. În 2015, Musk a fost cosemnatar, alături de Stephen Hawking și sute de alții, al unei scrisori deschise privind inteligența artificială, care a cerut interzicerea armelor autonome letale. Pozițiile lui Musk legate de IA au fost considerate alarmiste și senzaționaliste de critici, precum informaticianul Yann LeCun și CEO-ul Meta Platforms, Mark Zuckerberg. În 2016, think tank-ul Information Technology and Innovation Foundation i-a acordat lui Musk Premiul Luddite al anului.
Musk a descris schimbările climatice ca fiind cea mai mare amenințare pentru umanitate după IA, și a susținut un impozit pe carbon. Musk a fost critic față de poziția președintelui Donald Trump privind schimbările climatice, și a demisionat din două consilii consultative de afaceri prezidențiale după decizia lui Trump din 2017 de a retrage Statele Unite din Acordul de la Paris. În 2021, Musk a donat 100 de milioane de dolari pentru a finanța o competiție de idei noi pentru eliminarea carbonului. Totuși, stilul de viață al lui Musk a fost criticat pentru emisiile ridicate de gaze cu efect de seră, iar SpaceX a fost acuzată că a încălcat reglementările de mediu prin poluarea repetată a apelor din Texas. Într-un interviu cu Trump în august 2024, cu câteva luni înainte de alegerile prezidențiale din Statele Unite, Musk a încercat să-l educe pe Trump despre schimbările climatice, dar a ales să nu contrazică remarcele lui Trump pe această temă. În același interviu, Musk a declarat că economia ar colapsa fără petrol și gaze, repetând afirmațiile anterioare că este greșit să „vii cu critici” la adresa industriei petrolului și gazelor.
Musk a susținut constant colonizarea planetei Marte, considerând că umanitatea ar trebui să devină o „specie multiplanetară”. El a propus utilizarea armelor nucleare pentru terraformarea planetei Marte. Musk a imaginat un sistem democratic direct pe Marte, în care pentru a adopta noi legi ar fi necesare mai multe voturi decât pentru a le abroga. De asemenea, el a exprimat îngrijorări legate de declinul populației umane, subliniind că „Marte nu are nicio populație umană. Avem nevoie de mulți oameni pentru a deveni o civilizație multiplanetară.” Astfel, colonizarea lui Marte devine, în viziunea sa, o soluție pentru asigurarea supraviețuirii omenirii pe termen lung, în fața riscurilor existențiale precum schimbările climatice sau colapsul civilizației. În cadrul unei sesiuni a Consiliului CEO-urilor organizat de The Wall Street Journal în 2021, Musk a menționat că scăderea natalității și declinul populației sunt unele dintre cele mai mari riscuri pentru civilizația umană. Surse anonime din SpaceX au declarat pentru ziarul The New York Times că Musk ar fi oferit în mod repetat sperma sa pentru a contribui la colonizarea planetei Marte, dar Musk a negat aceste afirmații.

### Politica

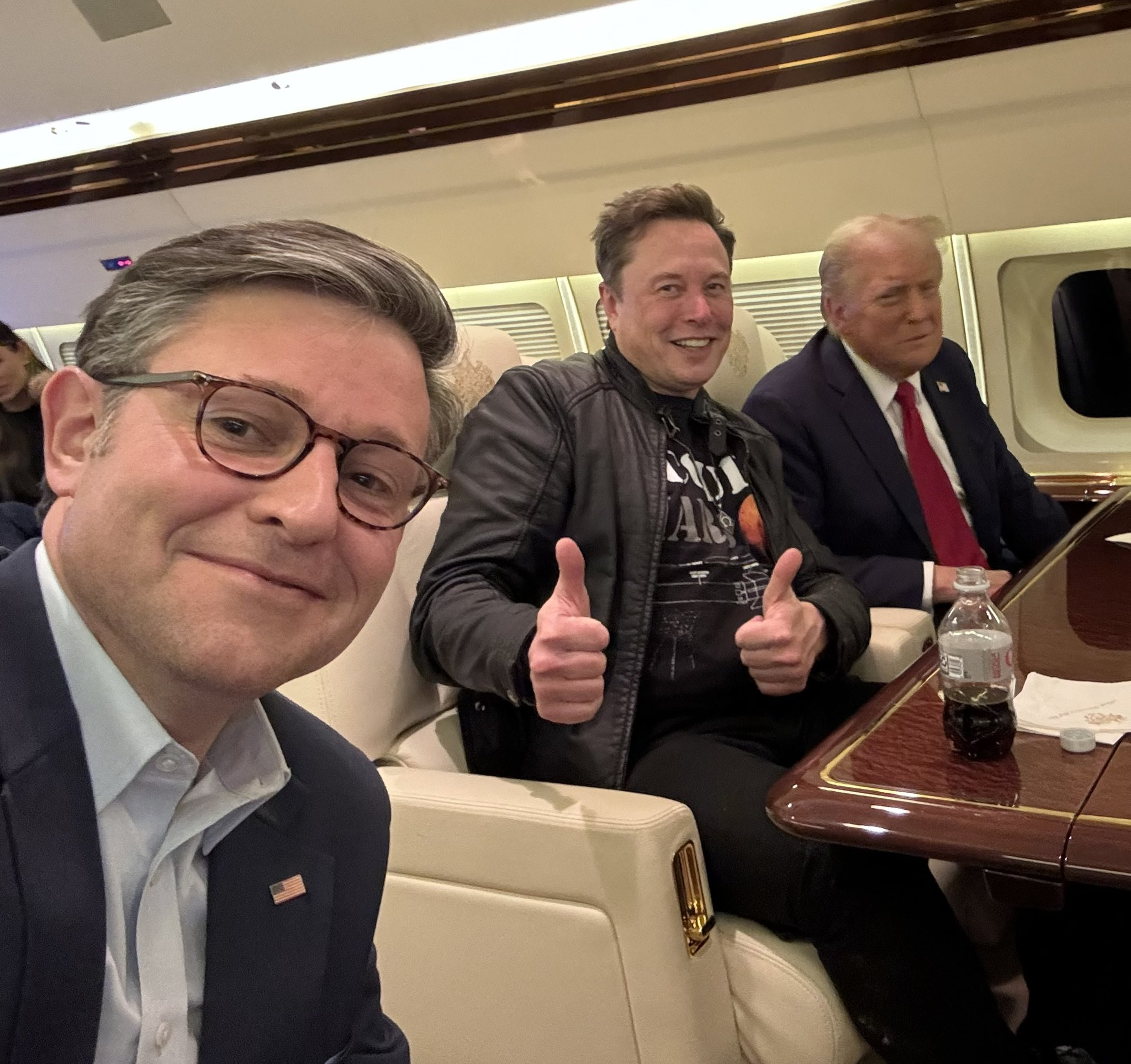
Musk alături de președintele Camerei Reprezentanților din SUA, Mike Johnson, și de președintele ales al Statelor Unite, Donald Trump, la 16 noiembrie 2024.

Musk este o excepție printre liderii de afaceri, care de obicei evită să susțină politică de partid. Până la începutul anului 2024, Musk devenise un susținător vocal și financiar al lui Donald Trump. A fost cel mai mare donator individual al campaniei prezidențiale din 2024 și cel mai mare donator individual din alegerile din 2024.
Deși inițial era considerat apolitic și moderat, Musk s-a orientat spre dreapta și a devenit mai vocal în privința opiniilor sale, în special de la achiziționarea Twitter în 2022, iar opiniile sale sunt acum, în general, descrise ca fiind de dreapta și conservatoare. A distribuit dezinformări de extremă dreapta și numeroase teorii ale conspirației. Cu toate acestea, el continuă să se descrie drept un moderat politic, respingând eticheta de conservator.
Musk a fost un alegător independent înregistrat în timpul locuirii sale în California. În trecut, a făcut donații atât pentru democrați, cât și pentru republicani, mulți dintre aceștia activând în state în care el are interese directe. Începând cu sfârșitul anilor 2010, contribuțiile sale politice s-au concentrat aproape exclusiv pe susținerea republicanilor.
Musk a votat pentru Hillary Clinton la alegerile prezidențiale din SUA din 2016. La primarele prezidențiale ale Partidului Democrat din 2020, Musk l-a susținut pe candidatul Andrew Yang și a exprimat sprijin pentru propunerea acestuia de venit de bază necondiționat. De asemenea, a susținut campania prezidențială din 2020 a lui Kanye West. A votat pentru Joe Biden la alegerile prezidențiale din SUA din 2020.
În mai 2022, Musk a declarat că nu mai poate "susține" Partidul Democrat, considerându-l "partidul diviziunii și al urii", și a postat un tweet în care îndemna "alegătorii cu o gândire independentă" să voteze republican în alegerile din 2022 din SUA. În toamna acelui an, a donat peste 50 de milioane de dolari către Citizens for Sanity, un comitet politic conservator care a difuzat reclame în statele-cheie atacând democrații pe teme precum îngrijirea persoanelor transgender și imigrarea ilegală. A susținut candidatul republican Ron DeSantis pentru alegerile prezidențiale din 2024 din SUA, donând 10 milioane de dolari campaniei în 2023, și a găzduit anunțul de campanie al lui DeSantis într-un eveniment pe platforma Twitter Spaces. În august 2023, Musk a sugerat că Vivek Ramaswamy, candidatul republican la președinție, ar trebui să fie ales candidatul la vicepreședinție al Partidului Republican.
După tentativa de asasinat asupra lui Donald Trump, Musk i-a dorit o recuperare rapidă și l-a susținut pentru funcția de președinte. Într-o postare din iulie 2024 pe X, Musk a distribuit un videoclip deepfake cu vicepreședinta Kamala Harris, adversara lui Trump în alegerile din 2024, care părea să o arate pe Harris spunând că era "angajarea supremă în diversitate" și că nu știa cum să conducă Statele Unite. Musk a scris că videoclipul era "uluitor", fără a menționa că acesta fusese editat, în ciuda faptului că X interzice distribuirea conținutului "sintetic, manipulat" care ar putea induce în eroare.
În august 2024, Musk și Trump au discutat timp de mai bine de două ore într-un livestream pe X, în cadrul căruia Musk a sugerat ca Trump să creeze o comisie pentru eficiența guvernamentală, în care s-a oferit să participe. Trump a spus că "i-ar plăcea" să-l aibă pe Musk implicat și a declarat că are nevoie de ajutorul acestuia pentru a elimina Departamentul Educației. Pe 15 septembrie 2024, după a doua tentativă de asasinat asupra lui Donald Trump, Musk a scris pe X că era ciudat că nimeni nu încercase să-l omoare pe Biden sau pe Harris. După o condamnare pe scară largă, a șters postarea, dar Serviciul Secret al Statelor Unite a anunțat că va deschide o anchetă.
În octombrie 2024, Musk s-a alăturat lui Trump pe scenă la un miting de campanie. În noiembrie 2024, mass-media au raportat că Musk "distribuia și posta informații demonstrabil false anti-Harris pentru cei 200 de milioane de urmăritori ai săi" pe X, promovând teorii ale conspirației și minciuni despre democrați, frauda electorală și imigrarea, în sprijinul lui Trump.
După ce a fost ales președinte, Trump a anunțat că Musk și Vivek Ramaswamy vor conduce un nou Departament de Eficiență Guvernamentală și o comisie consultativă pentru Președinte. Musk a fost acuzat că a blocat un proiect de lege din decembrie 2024 destinat finanțării guvernului, prin postarea de afirmații false și înșelătoare despre conținutul acestuia pe X, inclusiv acuzații neadevărate privind finanțarea unor laboratoare de arme biologice și impunerea unor mandate de vaccinare.
Musk se opune "impozitului pe miliardari" și a intrat în dispute pe Twitter cu politicieni de stânga, precum Bernie Sanders, Alexandria Ocasio-Cortez, și Elizabeth Warren. A criticat protestele Black Lives Matter, în special în legătură cu autenticitatea frazei "Hands up, don't shoot". Musk a promovat o teorie nefondată despre atacul asupra soțului președintei Camerei Reprezentanților, Nancy Pelosi, dar a șters ulterior tweet-ul. De asemenea, a folosit X pentru a răspândi dezinformări și teorii ale conspirației legate de eforturile FEMA (Agenția Federală pentru Managementul Urgențelor) în urma Uraganului Helene. Secretarul de Stat din Georgia, Brad Raffensperger, a cerut ca X să îndepărteze un videoclip fals în care un imigrant haitian ar fi votat de mai multe ori. Musk a respectat cererea, însă videoclipul devenise deja viral.
În decembrie 2024, Musk a exprimat sprijin pentru programul de vize H-1B, care permite angajarea lucrătorilor străini înalt calificați, în special de către companiile tehnologice din Statele Unite, în timp ce activiști de extremă dreapta, precum Laura Loomer, s-au opus acestuia pe X.